# Storia del Borussia Verein für Leibesübungen 1900 Mönchengladbach
Questa pagina tratta la storia del Borussia Mönchengladbach.

## Gli albori (1900-1959)
Il Borussia Mönchengladbach nacque il 1º agosto 1900 con il nome di Fußballklub Borussia 1900 M.-Gladbach. Tre anni dopo richiese e ottenne l'iscrizione alla Federazione calcistica renano-vestfalica e, dopo una rapida trafila nelle serie minori, approdò alla Verbandsliga della Germania Occidentale. Nel 1912 si qualificò per la finale del campionato, ma fu sconfitto per 0-1 dal Kölner BC.
Nel 1914 la società acquistò il centro sportivo dä Kull, inaugurato nel 1919 con il nome di Westdeutsches Stadion. Nello stesso anno il club si fuse con la Turnverein Germania 1889 e assunse il nome di VfTuR 1889 Mönchengladbach.
Il 1920 fu l'anno della rivincita ai danni del Kölner BC: le due squadre si incontrarono nuovamente nella finale del campionato, ma questa volta fu il VfTuR 1889 Mönchengladbach ad imporsi per 3-1 nei tempi supplementari, diventando campione della Verbandsliga della Germania Occidentale e acquisendo, pertanto, il diritto ad accedere agli spareggi per il titolo nazionale. Il confronto con le altre compagini si rivelò tuttavia impari, come dimostra l'eliminazione già alla prima partita dopo una pesante sconfitta per 0-7 contro lo Spielvereinigung Fürth.
Nel 1921 la Turnverein Germania 1889 si scisse nuovamente e il club fu ribattezzato Borussia VfL 1900 e.V. Mönchengladbach, che restò il nome definitivo del sodalizio. L'unica eccezione sarebbe occorsa nella stagione 1933/34, quando una nuova fusione, questa volta con l'SC M.Gladbach, portò la squadra a iscriversi con il nome di quest'ultimo alla Gauliga, nuova divisione regionale nata dopo la ristrutturazione dei campionati messa in atto dal regime nazista.
Nonostante la permanenza nelle serie regionali, nel 1936 arrivò a sorpresa la prima convocazione in nazionale per un giocatore del Borussia: il difensore Heinz Ditgens fu convocato dall'allenatore Otto Nerz per due amichevoli in terra inglese, contro l'Everton, volte a testare la squadra in vista delle Olimpiadi di Berlino. La scelta fece scalpore, ma fu riconfermata qualche mese più tardi quando Ditgens venne inserito nella rosa dei convocati per i giochi olimpici, dove giocò da titolare le uniche due partite della squadra prima della precoce eliminazione.
Negli anni successivi si alternarono retrocessioni nella Bezirksklasse e nuove promozioni nella Gauliga finché, dopo la fine della seconda guerra mondiale, i campionati subirono una nuova riorganizzazione, con il Borussia che dovette ripartire da una serie minore. Partendo da questa categoria il club inanellò una serie di promozioni consecutive, culminata nel 1950 con il passaggio dalla Zweite Liga Ovest all'Oberliga Ovest, la massima divisione nazionale.
Negli anni cinquanta il Borussia occupò stabilmente le zone medio-basse della classifica e retrocesse due volte: nel 1951 e nel 1957, anche se in entrambe le occasioni la permanenza in Zweite Liga durò solo una stagione.

## I primi successi (1960-1969)
Borussia Mönchengladbach - Karlsruhe  
Borussia Mönchengladbach: G Jansen, Pfeiffer, de Lange, A. Jansen, Göbbels, Frontzeck, Brungs, Brülls, Kohn, Mühlhausen, Fendel. Allenatore: Oles.
Karlsruhe: Jungmann, Dimmel, Ruppenstein, Rihm, Witlatschil, Szymaniak, Reitgaßl, Herrmann, Schwarz, Nedoschil, Späth. Allenatore: Frühwirth.
Arbitro: Dusch 
Marcatori: 5' Mühlhausen, 22' Herrmann, 25' Kohn, 58' Schwarz, 60' Brülls.
Spettatori: 51.215
Nel 1960 giunse il primo trofeo nazionale nella storia del club. Il 24 agosto il Borussia si aggiudicò la Coppa della Germania Occidentale sconfiggendo il Colonia in finale per 3-1 e ottenendo così il diritto ad accedere alle semifinali della Coppa di Germania.
Il 7 settembre, al Preußen-Stadion di Münster, 30.000 spettatori assistettero alla vittoria a sorpresa sull'Amburgo neocampione di Germania. Al gol di Albert Brülls dopo pochi minuti si aggiunse, nella ripresa, il raddoppio di Franz Brungs, a segno con un preciso colpo di testa.
La finale si svolse al Rheinstadion di Düsseldorf il 5 ottobre davanti a 50.000 spettatori. L'avversario era il temibile Karlsruhe, già vincitore della coppa nazionale nel 1955 e nel 1956 e nella cui formazione militavano diversi nazionali. Ancora una volta il Borussia segnò nei primi minuti: il capitano Brülls ricevette palla da Brungs, dribblò il portiere avversario e consegnò a Mühlhausen un pallone da depositare in rete per l'1-0. Il Karlsruher pareggiò prontamente, ma pochi minuti dopo il Borussia si riportò in vantaggio ancora grazie a Brülls, il cui tiro fu respinto dal portiere proprio sui piedi di Kohn, che realizzò il punto del 2-1. Dopo un'ora di gioco gli avversari pervennero nuovamente al pareggio, ma due minuti più tardi sempre Brülls lasciò partire un tiro da trenta metri che sorprese l'estremo difensore avversario e si insaccò per il 3-2 finale.
Il Borussia vinse la Coppa di Germania al termine di una partita spettacolare, che più tardi venne definita dal giornalista Ullrich Braun "una delle più belle e drammatiche finali di coppa del dopoguerra".
Tre anni dopo, nel 1963, nacque la Bundesliga, ma il Borussia non riuscì a qualificarsi per la serie maggiore e si vide costretto a ripartire dalla Regionalliga Ovest. La promozione arrivò solo nel 1965, con il primo posto nel girone e la vittoria dei successivi incontri di spareggio.
Il tecnico Hennes Weisweiler stava allestendo una squadra di giovani talenti come Günter Netzer, Jupp Heynckes, Berti Vogts e i loro compagni Herbert Wimmer, Wolfgang Kleff, Horst Köppel e Winfried Schäfer che per tutto il decennio successivo sarebbe stata protagonista in Europa. La giovane età e il gioco offensivo, veloce e travolgente, sarebbero valsi loro l'appellativo di Fohlen (Puledri), che restò per sempre affiancato al nome del Borussia.
Dopo sole due stagioni di ambientamento nella massima serie, la squadra si dimostrò in grado di competere con le grandi, come testimoniato dal terzo posto finale ottenuto sia nel 1968 che nel 1969.

## Gli anni d'oro (1970-1979)

### 1969-1970 - Campione di Germania per la prima volta
Alla vigilia della stagione 1969/70 giunsero a Mönchengladbach rinforzi di spessore come Ludwig Müller e Klaus-Dieter Sieloff, che diedero sicurezza ed esperienza alla difesa, e il giovane nazionale danese Ulrik le Fevre, il quale diede peso all'attacco. Weisweiler credeva fortemente nelle possibilità della sua squadra, tanto da dichiarare: "Se quest'anno non diventiamo campioni me ne vado!". Dopo una sconfitta all'esordio, vi fu una grande soddisfazione già alla seconda giornata: la prima vittoria in Bundesliga contro il Bayern Monaco, battuto per 2-1 al Bökelbergstadion. La serie di risultati utili continuò fino al 31 ottobre 1969, quando un'altra vittoria casalinga, questa volta per 5-1 sull'Alemannia Aachen, portò la squadra per la prima volta nella sua storia al primo posto in Bundesliga. Il Borussia si laureò campione d'inverno, ma alla ripresa del campionato rimediò inaspettatamente tre sconfitte consecutive. A quel punto servì un grande Le Fevre per rilanciare la squadra verso il titolo. Il danese guidò la marcia dei compagni, che riprese con sette vittorie consecutive. Dopo aver interrotto una serie positiva di dieci partite perdendo ad Hannover 96, alla penultima giornata di campionato la squadra ebbe la possibilità di conquistare il titolo centrando una vittoria casalinga sull'Amburgo. Ad inizio ripresa il risultato era di 4-0 per i padroni di casa e i tifosi sugli spalti stavano già festeggiando, ma all'Amburgo riuscirono incredibilmente la rimonta e il gol del 4-3 a cinque minuti dalla fine. Il Borussia resistette agli ultimi assalti fino al fischio finale: il 30 aprile 1970 si laureò campione di Germania per la prima volta.

### 1970-1971 - I campioni difendono il titolo
Nella stagione successiva la prima apparizione in Coppa dei Campioni (edizione 1970-1971) fu tutt'altro che felice. Eliminati facilmente nel primo turno i ciprioti dell'EPA Larnaca, il Borussia fu eliminato dall'Everton negli ottavi di finale. Entrambe le partite finirono con un pareggio per 1-1 e gli inglesi ebbero la meglio ai calci di rigore.
Mentre l'avventura europea si chiuse presto, in Bundesliga, invece, i giovani di Weisweiler furono ancora una volta protagonisti. Il girone d'andata fu quasi perfetto, tanto che l'unica sconfitta si verificò solo alla quattordicesima giornata a Berlino, dove l'Hertha si impose con il risultato di 4-2. Come al solito il Bayern fu agguerrita pretendente per il titolo, laureandosi campione d'inverno con un punto di vantaggio. Dopo la pausa il Borussia riconquistò la vetta e riuscì poi a difendere il primato in classifica, nonostante la sconfitta nel derby con il Colonia e l'episodio assolutamente singolare avvenuto al Bökelbergstadion il 3 aprile 1971 nella partita contro il Werder Brema. A due minuti dalla fine, sul risultato di 1-1, Herbert Laumen, durante un'azione di gioco, finì violentemente contro la rete della porta avversaria. A causa dell'impatto un palo si spezzò e la porta crollò. Constatata l'impossibilità di proseguire, l'arbitro fischiò la fine con due minuti d'anticipo, ma tre settimane più tardi il risultato del campo fu sovvertito dalla DFB, che assegnò la sconfitta a tavolino per 0-2 al Borussia. Il testa a testa col Bayern proseguì fino all'ultima di campionato, quando le due squadre si ritrovarono a pari punti, ma con i bavaresi favoriti dalla miglior differenza reti. Il Bayern fu però sconfitto a Duisburg dall'MSV, mentre la facile vittoria in trasferta contro l'Eintracht Francoforte valse al Borussia il suo secondo titolo. I bianconeri divennero così la prima squadra nella storia della Bundesliga in grado di laurearsi campione di Germania per due stagioni consecutive.

### 1971-1972 -La Partita della lattina
I club più ricchi non restarono indifferenti ai successi del Borussia e diedero vita ad una vera e propria asta per accaparrarsi i campioni della squadra di Mönchengladbach. Nell'estate del 1971 lasciarono il club Laumen, Dietrich e Köppel, mentre fu respinto con decisione l'assalto ad uno dei pezzi più pregiati della rosa: nonostante l'insistenza di Bayern Monaco e Werder Brema, il centrocampista Netzer rimase a Mönchengladbach. La politica dei giovani proseguì, come certificarono gli acquisti dei centrocampisti Dietmar Danner e Christian Kulik e del libero Hans-Jürgen Wittkamp, fin dall'inizio importanti pedine dell'undici titolare. Fu, comunque, una stagione transitoria per gli uomini di Weisweiler, che chiusero il campionato al terzo posto e impreziosirono il cammino con vittorie schiaccianti davanti al proprio pubblico, come il 7-0 inflitto allo Schalke 04 e il 7-1 al Borussia Dortmund.

Berti Vogts, primo giocatore del Borussia ad essere eletto Calciatore tedesco dell'anno, nel 1971

Anche in Coppa dei Campioni il Borussia si fece largo con molti gol. Al primo turno travolse gli irlandesi del Cork (5-0 e 2-1) e negli ottavi trovò l'Inter guidata da Giovanni Invernizzi. L'incontro di andata si disputò al Bökelbergstadion il 20 ottobre 1971 e restò negli annali come la Partita della lattina. Dopo sette minuti il Borussia era già andato in rete con Heynckes, a cui replicò Boninsegna per il momentaneo pareggio. Al ventunesimo di gioco fu le Fevre a portare di nuovo in vantaggio i padroni di casa, ma dopo pochi minuti una lattina lanciata dagli spalti colpì al capo proprio Boninsegna, costretto a lasciare il campo ed essere sostituito. L'Inter, frastornata e allo stesso tempo convinta di poter ottenere la vittoria a tavolino, venne letteralmente travolta: prima dell'intervallo il Borussia incrementò il vantaggio, portandosi sul 5-1 con i gol di le Fevre, Netzer e Heynckes; nella ripresa le reti di Netzer (doppietta) e di Sieloff dal dischetto sancirono il 7-1 finale, risultato che destò grande scalpore. Dopo la partita i nerazzurri sollevarono il caso dell'incidente occorso a Boninsegna: malgrado nelle regole UEFA non esistesse ancora, all'epoca, la responsabilità oggettiva, l'abile avvocato Giuseppe Prisco, vicepresidente dei nerazzurri, riuscì comunque a ottenere l'annullamento della gara. Nel frattempo l'Inter si era imposta a San Siro per 4-2 in un clima infuocato. La ripetizione della gara di Mönchengladbach fu disputata il 1º dicembre successivo sul neutro di Berlino: l'Inter si barricò in difesa e resistette all'assedio del Borussia grazie alle prodezze del portiere esordiente Ivano Bordon, che parò anche un rigore allo specialista Sieloff. Il punteggio alla fine fu di 0-0. Oltre all'episodio che la rese celebre, la Partita della lattina rimane nella storia del calcio come uno degli incontri più belli e spettacolari mai disputati, probabilmente la massima espressione del calcio offensivo dei puledri del Borussia.
La stagione riservò comunque una soddisfazione alla squadra: i giornalisti sportivi elessero Calciatore tedesco dell'anno Berti Vogts, che diventò il primo giocatore del Borussia ad essere premiato con questo riconoscimento. Il 2 ottobre 1971 lo stesso Vogts fu costretto a saltare per infortunio la partita di Bundesliga contro il Colonia. Fino ad allora non aveva mai mancato una partita in oltre sei anni di carriera.

### 1972-1973 - La finale col Liverpool, la Coppa di Germania e l'addio a Netzer
Anche la stagione successiva vide il Borussia recitare un ruolo marginale in Bundesliga. Le partenze di le Fevre e Müller in estate furono in parte compensate dal ritorno di Bernd Rupp dal Colonia e dall'arrivo dei due attaccanti danesi Henning Jensen e Allan Simonsen. Il primo non tardò ad ambientarsi, saltando soltanto una partita nella sua prima stagione e realizzando undici gol; il secondo, inizialmente relegato a comprimario, dovette aspettare due anni per dar prova del suo talento. Il campionato iniziò con tre vittorie consecutive, però ben presto ci si rese conto che, nonostante le solite vittorie schiaccianti (6-0 contro il Bochum e 6-1 contro l'Amburgo) e la vena realizzativa di Heynckes (28 reti), la difesa aveva perso la sicurezza degli anni precedenti, come confermato dai 61 gol subiti che costrinsero la squadra ad accontentarsi del quinto posto finale. All'ultima giornata fece il suo esordio in Bundesliga il diciottenne Ulrich Stielike, centrocampista di grande talento che già a partire dalla stagione successiva si sarebbe rivelato giocatore fondamentale per la squadra.
Se da un lato il Borussia faticò in campionato, dall'altro fu protagonista nelle coppe. In Coppa UEFA superò agilmente i primi due turni, eliminando gli scozzesi dell'Aberdeen (3-2 e 6-3) e i danesi dell'Hvidovre (3-0 e 3-1), nonostante il Bökelbergstadion dovesse ancora scontare due turni di squalifica e le partite casalinghe fossero disputate a Norimberga. Negli ottavi di finale trovò i rivali del Colonia, che resistettero sullo 0-0 nella gara di andata, ma subirono un pesante 5-0 nel ritorno a Mönchengladbach. Andarono a segno Kulik, Vogts, Jensen, Rupp e chiuse il conto ancora Jensen. Il sorteggio ripropose un altro derby tedesco nei quarti, questa volta contro il Kaiserslautern. Il Borussia si impose già in trasferta per 2-1, risultato cui fece seguito una goleada nel ritorno in casa (7-1 con tripletta di Heynckes). Per la prima volta i Puledri approdarono alle semifinali di una competizione europea, dove non ebbero problemi contro gli olandesi del Twente, sconfitti per 3-0 e 2-1. La finale di andata contro il Liverpool di Kevin Keegan si disputò all'Anfield Road il 9 maggio 1973 sotto il diluvio. Al 28° del primo tempo, infatti, il direttore di gara Linemayer fu costretto a sospendere l'incontro sul risultato di 0-0 a causa della pioggia battente che aveva allagato completamente gran parte del terreno di gioco. La ripetizione della gara fu giocata il giorno successivo. L'allenatore degli inglesi Bill Shankly sapeva bene che il ritorno al Bökelbergstadion sarebbe stato molto complicato, così schierò una formazione estremamente offensiva nell'intento di ottenere il massimo vantaggio in vista della partita in Germania, che si sarebbe giocata in un clima fortemente avverso ai Reds. La tattica si rivelò vincente: prima del riposo Keegan andò a segno due volte e nella ripresa Larry Lloyd siglò il 3-0, dopo che lo stesso Keegan e Heynckes avevano fallito un calcio di rigore. Il 23 maggio 1973 la partita di ritorno si svolse proprio come avevano previsto gli inglesi. Il Borussia, incitato dai propri tifosi, assediò sin dai primi minuti e si portò sul 2-0. Fu Heynckes a riaprire le sorti del confronto, facendosi perdonare con una doppietta l'errore dell'andata. Nella ripresa l'assalto dei padroni di casa proseguì, ma gli inglesi riuscirono a difendere il gol di vantaggio segnato all'andata. Il 2-0 non bastò al Borussia: la Coppa UEFA se l'aggiudicò il Liverpool, che festeggiò, così, il primo di una lunga serie di trionfi continentali.
Anche la Coppa di Germania vide il Borussia marciare senza ostacoli verso la finale. Dopo la sconfitta all'esordio a Friburgo contro il Freiburger FC per 3-1, Netzer e compagni si riscattarono vincendo in casa per 7-1. Al secondo turno sconfissero lo Schalke 04 a Gelsenkirchen per 2-0, amministrando poi il vantaggio nel ritorno, che si concluse sull'1-1. Al terzo turno eliminarono il Kaiserslautern con una doppia vittoria per 2-1 e 3-1. In semifinale cadde anche il Werder Brema, sconfitto in casa per 3-1 e al Bökelbergstadion per 4-2. La finale fu contro i "cugini" del Colonia, già eliminati dalla Coppa UEFA.
 Borussia Mönchengladbach - Colonia 
Borussia Mönchengladbach: Kleff, Vogts, Sieloff, Michallik, Bonhof, Wimmer, Kulik (91' Netzer), Danner, Jensen, Rupp (117' Stielike), Heynckes. Allenatore: Weisweiler.
Colonia: Welz, Cullmann, Weber, Kapellmann, Flohe, Simmet, Neumann, Overath (71' Konopka), Löhr, Glowacz (71' Gebauer). Allenatore: Schlott.
Arbitro: Tschenscher 
Marcatori: 23' Wimmer, 41' Neumann, 93' Netzer.
Spettatori: 69.600
Nel corso della stagione si era già sparsa per tutta la Germania la notizia che la stella Netzer avrebbe lasciato il Borussia a fine stagione. Le incomprensioni col tecnico Weisweiler erano, infatti, diventate sempre più frequenti, soprattutto a causa della vita sregolata dell'estroverso centrocampista. La società aveva deciso, dunque, di cederlo al glorioso Real Madrid per la cifra astronomica di un milione di marchi. Tutti attendevano la sfida con il Colonia per celebrare nel migliore dei modi l'addio del grande campione, ma gli ultimi giorni di Netzer nella sua città natale non furono certo i più felici. Il centrocampista prima pianse la scomparsa della madre, poi, a causa di un infortunio, saltò l'incontro della Nazionale contro il Brasile, restando in forte dubbio per la tanto attesa finale. Ugualmente convocato per la partita che si disputò il 23 giugno 1973 a Düsseldorf davanti a quasi 70.000 spettatori, inizialmente fu messo in panchina da Weisweiler, con la maglia numero 12. Il Borussia cominciò bene e si portò in vantaggio con Wimmer. Sul finire del primo tempo, però, fu raggiunto sull'1-1 dal gol di Neumann. Il risultato non cambiò nella ripresa, soprattutto grazie agli interventi dei due portieri Kleff e Welz, che parò anche un rigore a Heynckes. La sfida proseguì ai tempi supplementari. Nella breve pausa dopo il fischio dell'arbitro si innalzarono ancora più insistenti i cori che avevano accompagnato tutta la partita e che in quel momento inneggiavano a Günter Netzer, che intanto proseguiva il riscaldamento a bordo campo, in attesa di ricevere l'ultimo saluto che il suo pubblico voleva concedergli. Il centrocampista si avvicinò ad un esausto Kulik per verificare se fosse in grado di continuare. Ad una risposta negativa del compagno si precipitò verso Weisweiler e affermò: "Adesso gioco io!". Lo stadio era in visibilio per il ritorno in campo dell'amato fuoriclasse, alla sua ultima partita con la maglia del Borussia. A tre minuti dal suo ingresso in campo Netzer ricevette palla a metà campo, avanzò per vie centrali, consegnò la palla a Bonhof e tagliò verso l'area di rigore. Il passaggio del compagno lo raggiunse a un paio di metri dall'inizio dell'area di rigore, dove Netzer di prima intenzione scoccò un potente tiro di sinistro che si insaccò proprio sotto l'incrocio dei pali: 2-1. Si susseguirono altre occasioni da gol da entrambe le parti, ma il risultato non cambiò. Il Borussia vinse la sua seconda Coppa di Germania; Netzer si congedò nel migliore dei modi dal suo pubblico e dalla sua città, portato in trionfo.
La vittoriosa finale di Coppa di Germania suggellò una stagione memorabile per Netzer, che nel dicembre 1972 era stato eletto Calciatore tedesco dell'anno, mentre la sua rete segnata in Nazionale contro la Svizzera, dopo una pregevole azione personale ed uno spettacolare triangolo con Gerd Müller, era stata decretata Gol dell'anno.

### 1973-1974 - Le delusioni in Bundesliga e in Coppa delle Coppe
Il 1973-1974, prima stagione senza Netzer, fu privo di trionfi per un Borussia che il suo allenatore Weisweiler definì "una squadra diversa, ma non più debole". Il Borussia, difatti, lottò per il titolo fino alla penultima giornata, quando fu sconfitto dal Fortuna Düsseldorf per 0-1, mentre la contemporanea vittoria del Bayern per 1-0 sul Kickers Offenbach consentì ai bavaresi di portarsi a tre lunghezze di vantaggio e di giungere già campione allo scontro diretto dell'ultima giornata al Bökelbergstadion. La partita si tramutò in una festa per gli avversari del Borussia, che nel frattempo avevano conquistato anche la Coppa dei Campioni e poterono, dunque, permettersi di perdere per 5-0. Nonostante l'amaro finale, i Puledri poterono ritenersi soddisfatti del centrocampo formato da Wimmer, Kulik e Stielike che risultò fondamentale per il notevole numero di assist forniti ad Heynckes e all'intera squadra. L'attaccante bianconero segnò infatti 30 gol diventando il primo capocannoniere della Bundesliga nella storia del Borussia e anche i suoi compagni non furono da meno, realizzando un totale di 93 reti che valsero ben 10 vittorie in trasferta.
In Coppa di Germania l'eliminazione arrivò al secondo turno ad opera dell'Amburgo, ma la vittoria del trofeo della stagione precedente permise al Borussia di partecipare alla Coppa delle Coppe 1973-1974 dove la compagine di Mönchengladbach passò facilmente i primi turni a suon di gol. Eliminati in sequenza gli islandesi del Vestmannaeyjar (7-0 e 9-1), gli scozzesi dei Rangers (3-0 e 2-3) e gli nordirlandesi del Glentoran (2-0 e 5-0), in semifinale gli uomini di Weisweiler furono nuovamente di scena a Milano, tre anni dopo la Partita della lattina contro l'Inter. Questa volta furono opposti al Milan allenato da Giovanni Trapattoni, che si impose a San Siro per 2-0. I rossoneri limitarono il passivo in Germania, dove l'autorete di Giuseppe Sabadini fu l'unico gol dell'incontro. In finale il Milan sarebbe stato sconfitto dal Magdeburgo, che sarebbe divenuto la prima e unica squadra della Germania Est a vincere una competizione europea.
A dicembre 1973 il "regista" Netzer, in Spagna già dall'estate 1973 per giocare in Primera División, era stato nominato per la seconda volta consecutiva Calciatore tedesco dell'anno. Nello stesso mese la sua ultima rete realizzata con la maglia del Borussia, quella del 2-1 nella finale di Coppa di Germania 1972-1973 contro il Colonia, era stata eletta Gol dell'anno. Malgrado Netzer militasse ormai nel Real Madrid, si trattò di due altri riconoscimenti di rilievo per il Borussia.

### 1974-1975 - L'addio di Weisweiler: terza Bundesliga e primo successo europeo
All'inizio della stagione 1974-1975 la riconferma dei campioni in carica del Bayern era data quasi per certa da tutti gli esperti, ma il Borussia ribaltò i pronostici giocando una stagione memorabile. Dopo un avvio incerto, la squadra si proiettò in vetta all'ultima giornata del girone d'andata, laureandosi campione d'inverno, e ci restò fino alla fine del campionato. Dall'undicesima giornata alla ventisettesima totalizzò una serie di diciassette partite senza sconfitte, serie interrotta dall'Hertha Berlino, che vinse in casa contro il Gladbach per 2-1. Dopo lo stop il Borussia riprese il cammino con ancora più convinzione, così nelle sei partite che restavano collezionò altrettante vittorie. Alla fine campionato furono sei i punti di vantaggio proprio sui berlinesi. Il Borussia, campione di Germania per la terza volta, poté gioire anche per l'ennesimo titolo di capocannoniere di Heynckes e per la stagione da protagonista di Allan Simonsen, in grado di far emergere il proprio talento al terzo anno in Germania. Le celebrazioni al Bökelbergstadion coincisero con la festa di addio per il principale artefice dei successi del club. Dopo undici anni Hennes Weisweiler lasciò Mönchengladbach per il Barcellona. Il tecnico aveva annunciato la sua decisione due settimane prima della fine del campionato, una volta centrato un altro trionfo storico, la vittoria della Coppa UEFA 1974/75.
 Borussia Mönchengladbach - FC Twente Enschede 
Borussia Mönchengladbach: Kleff, Surau, Wittkamp, Bonhof, Stielike, Wimmer, Danner (75' Del'Haye), Simonsen, Jensen, Kulik (78' Schäffer). Allenatore: Weisweiler.
FC Twente Enschede: Gross, van Ierssel, Overweg, Drost, Oranen, Thyssen, van der Vall, Pahlplatz, Jeuring (86' Achterberg), Bos, Zuidema. Allenatore: Kohn.
Arbitro: Palotai 
Marcatori: -
Spettatori: 48.000
 FC Twente Enschede - Borussia Mönchengladbach 
FC Twente Enschede: Gross, van Ierssel, Drost, Overweg, Oranen, Thyssen, van der Vall, Bos (53' Mühren), Pahlplatz (75' Acheterberg), Jeuring, Zuidama. Allenatore: Kohn.
Borussia Mönchengladbach: Kleff, Vogts, Surau (13' Schäffer), Wittkamp, Bonhof, Klinkhammer, Jensen, Simonsen, Wimmer (75' Köppel), Danner, Heynckes. Allenatore: Weisweiler.
Arbitro: Schiller 
Marcatori: 3' Simonsen, 9' Heynckes, 50' Heynckes, 60' Heynckes, 67' Drost, 87' rig. Simonsen.
Spettatori: 24.000
L'avventura in Europa dei Puledri iniziò con una sconfitta. Gli austriaci del Wacker Innsbruck, vittoriosi in casa per 2-1 grazie alla doppietta di Flindt (cui seguì la rete di Heynckes), caddero nella gara di ritorno. Furono sufficienti diciassette minuti al Borussia per ribaltare la situazione con un gol di Berti Vogts. Poi Bonhof fallì un calcio di rigore, ma Heynckes al 66º minuto e Jensen al 70° misero al sicuro la qualificazione con altre due segnature.
Nei sedicesimi di finale il Gladbach sfidò il Lione, prima squadra francese ospite al Bökelberstadion. L'evento non attirò il pubblico di casa, presente soltanto in 4.800 unità. Un demotivato Borussia riuscì ad imporsi con il minimo scarto (1-0) grazie alla rete di Simonsen. La partita di ritorno alla Gerland di Lione prese avvio nel peggiore dei modi. Al primo minuto, infatti, i padroni di casa erano già avanti di un gol, ma il Borussia reagì e si portò in vantaggio prima dell'intervallo. Nel secondo tempo i lionesi furono travolti: finì 5-2 con le doppiette di Bonhof e Simonsen e il gol di Kulik.
Negli ottavi di finale gli avversari del Borussia furono gli spagnoli del Real Saragozza. Il turno si rivelò una formalità. Militanti in una Primera División monopolizzata da anni da Real Madrid e Barcellona, gli aragonesi erano tra i pochi club spagnoli all'epoca capaci di farsi largo in campo internazionale, ma non si rivelarono all'altezza dei rivali tedeschi. Il Borussia ipotecò la qualificazione con un perentorio 5-0 in casa grazie alle doppiette di Simonsen e Heynckes e al gol di Bonhof. Vinse anche in trasferta, per 4-2. A decidere la gara furono l'ennesima doppietta di Heynckes e i gol di Simonsen e Stielike.
Nei quarti di finale Weisweiler non si fidava degli insidiosi cecoslovacchi del Baník Ostrava. Nell'incontro di andata giocato in trasferta schierò Berti Vogts come libero per la prima volta in una competizione europea, tornando in Germania con una vittoria per 1-0, firmata da Heynckes. Era, però, in trasferta che il Baník aveva costruito i suoi successi, vincendo a Nantes, San Sebastián e Napoli. Il Borussia doveva dunque affrontare con estrema attenzione anche l'incontro del Bökelbergstadion. Un'autorete di Micka spianò la strada ai ragazzi di Weisweiler, che incrementarono il vantaggio con i gol di Heynckes e Vogts nella ripresa. Il gol della bandiera di Hudecek non impedì al Borussia di approdare in semifinale.
Come nell'edizione 1972/73 la Coppa UEFA riservò al Gladbach il derby con il Colonia, ma questa volta la posta in palio era la finale. In trasferta il Borussia sconfisse i rivali per 3-1 in virtù della doppietta di Simonsen e del gol di Danner, mentre la partita di Mönchengladbach fu facile: gli avversari, decimati dagli infortuni, dovettero schierare una formazione composta quasi interamente di riserve. Il Borussia si impose per 1-0, ancora una volta grazie ad un gol di Danner.
In finale gli avversari erano gli olandesi del Twente. Fu quasi un derby, visto che le due città distano solo 165 chilometri. Gli olandesi erano una squadra completamente diversa rispetto a quella sconfitta due anni prima, sempre in Coppa UEFA, e in semifinale avevano eliminato la quotata Juventus. I bianconeri però si presentavano alla sfida con il ruolo di favoriti grazie ad un cammino europeo di nove vittorie su dieci sfide e 27 gol segnati.
L'andata si giocò al Rheinstadion di Düsseldorf il 7 maggio 1975 davanti a 48.000 spettatori. Gli olandesi colsero di sorpresa il Borussia, applicando sistematicamente il catenaccio e riuscendo ad imporre lo 0-0, favoriti anche dall'assenza per infortunio del bomber Heynckes. Il ritorno fu ben altra cosa: dopo dieci minuti il Borussia conduceva già per 2-0 grazie a Simonsen e Heynckes. Nella ripresa aumentò il margine di vantaggio: Heynckes realizzò una tripletta, Drost il gol della bandiera per gli olandesi e Simonsen su rigore fissò il risultato sul 5-1. Il Borussia vinse il suo primo titolo internazionale, prima squadra tedesca a conquistare la Coppa UEFA.

### 1975-1976 - L'era Udo Lattek: Campione di Germania e lo scandalo van der Kroft
Per la stagione 1975/76 la dirigenza del Borussia individuò in Udo Lattek, pluricampione col Bayern Monaco, il degno successore di Weisweiler. Questi aveva già sottoscritto un contratto col Rot-Weiss Essen, ma lo rescisse per sedersi sulla panchina dei Puledri commentando: "Cosa avreste fatto se aveste dovuto scegliere tra un'utilitaria e una Mercedes?". Sotto la sua guida cambiò completamente lo stile di gioco della squadra. Al calcio offensivo e spregiudicato dei primi anni Settanta si sostituirono pragmatismo e disciplina tattica. Bastarono sedici vittorie per riconfermarsi campioni di Germania, perché la differenza la fecero i tredici pareggi e le sole cinque sconfitte. Il Borussia conquistò la vetta alla dodicesima giornata e, come nella stagione precedente, ci restò fino alla fine del campionato. Nemmeno il serio infortunio che colpì Heynckes nel girone di ritorno fermò la marcia verso il titolo. Dopo la sconfitta a Monaco alla venticinquesima giornata, che poteva riaprire il campionato, la squadra aggiunse ai successi casalinghi quattro pareggi in altrettante trasferte, tenendo così a distanza l'Amburgo e gli stessi bavaresi.
A questa ennesima vittoria in patria non seguì però altrettanta fortuna in Coppa dei Campioni. Dopo essersi affermata nel primo turno contro il Wacker Innsbruck (pareggio casalingo per 1-1 e trionfo in Austria per 6-1, in cui si mise in evidenza Heynckes con una quaterna), gli uomini di Lattek incontrarono nei quarti un avversario durissimo, la Juventus. Il Borussia dominò l'incontro di andata in Germania e all'intervallo era già in vantaggio per 2-0 con reti di Heynckes e Simonsen. Nella ripresa solo i pregevoli interventi di Dino Zoff permisero agli ospiti di non subire altre reti. Al ritorno la Juventus sembrò riuscire nell'impresa di ribaltare il risultato: le reti di Sergio Gori e di Roberto Bettega riportarono in equilibrio il doppio confronto, ma i minuti finali videro il ritorno del Borussia con i gol al 71° di Danner e a tre minuti dalla conclusione di Simonsen che chiusero il match sul 2-2. Il Borussia si qualificò per i quarti, dove trovò il Real Madrid dell'ex Günter Netzer. In Germania tutto sembrava procedere come auspicato: dopo due minuti di gioco segnò Jensen, e prima della mezz'ora raddoppiò Wittkamp. Il Real Madrid non era, però, compagine arrendevole, così poco prima dell'intervallo accorciò le distanze con Roberto Martínez, per poi pareggiare a metà ripresa con Pirri. Il Borussia fu incapace di reagire, e l'incontro si concluse sul 2-2. I Puledri arrivarono in Spagna più determinati che mai. Al 27° di gioco trovarono il gol con un preciso colpo di testa di Heynckes, servito bene da un cross di Stielike. Al pareggio del Real Madrid con Santillana il Borussia si riversò in avanti, ma fu fermato da due clamorosi errori della terna arbitrale. Al 69º minuto Jensen scambiò la palla con Klinkhammer, disorientò un difensore e batté a rete per il gol del vantaggio. L'arbitro olandese van der Kroft annullò il gol per un fuorigioco inesistente, smentendo il proprio assistente che, come dimostrarono le immagini televisive, non aveva giustamente ravvisato alcuna posizione irregolare. Le parti si invertirono all'83º minuto, quando Stielike crossò al centro e Pirri ostacolò Hannes, il quale mancò il pallone. Dalle retrovie sopraggiunse Wittkamp, che spedì la palla nell'angolo della porta. Questa volta van der Kroft convalidò la rete e indicò il centrocampo, ma l'assistente Hoppenbreuwer richiamò l'attenzione dell'arbitro per segnalargli un presunto fallo di mano degli attaccanti tedeschi, inducendolo ad annullare il gol. Anche in questo caso, però, le immagini mostrarono che nell'azione del Borussia non v'era alcuna irregolarità. La partita terminò 1-1, punteggio che consentì al Real Madrid di accedere al turno successivo grazie al maggior numero di gol segnati in trasferta. A cinque anni dalla Partita della lattina furono una serie di errori arbitrali ad accompagnare l'eliminazione del Borussia dalla Coppa dei Campioni.

### 1976-1977 - Campione di Germania per la quinta volta e l'amara finale di Roma
Il Borussia affrontò la stagione 1976-1977 con la rosa pressoché immutata. Gli unici cambiamenti erano dovuti alla partenza di Jensen, ceduto al Real Madrid, e all'infortunio di Kleff nel pre-campionato, che costrinse la società ad acquistare un nuovo portiere: dal Wiesbaden arrivò Wolfgang Kneib, che avrebbe giocato da titolare per tutto il campionato. La squadra iniziò nel migliore dei modi e nelle prime tredici partite collezionò dieci vittorie e tre pareggi. La prima sconfitta stagionale ad opera dell'Amburgo sembrò minare la fiducia dei giocatori. Prima della fine del campionato il Borussia perse altre sei volte, permettendo alle inseguitrici di recuperare terreno. Si arrivò all'ultima giornata con gli uomini di Lattek impegnati nella difficile trasferta di Monaco e costretti a raccogliere almeno un punto per tenere a distanza Schalke 04 ed Eintracht Braunschweig. Nel giro di due minuti il Borussia segnò due volte, con Heynckes al 20' e Stielike al 22'. Nonostante il Bayern avesse accorciato le distanze con Gerd Müller e pareggiato all'ultimo minuto grazie all'autorete di Wittkamp (che rimandò la prima vittoria in trasferta sul Bayern), il Borussia poté festeggiare per la quinta volta il titolo di campione di Germania.

Roma, Stadio Olimpico, 25 maggio 1977. Terry McDermott del Liverpool sigla l'1-0 nella finale di Coppa dei Campioni contro il Borussia. La partita terminò 3-1 per gli inglesi.

Le celebrazioni durarono poco, perché il 25 maggio 1977, quattro giorni dopo la partita di Monaco, il Borussia giocò la finale di Coppa dei Campioni contro la "bestia nera" Liverpool allo Stadio Olimpico di Roma e subì una delle sconfitte più amare della sua storia.
La squadra di Lattek aveva raggiunto la finale dopo un cammino arduo. Persa la gara d'esordio contro l'Austria Vienna e centrata la qualificazione solo ai tempi supplementari, il Borussia aveva avuto ragione del Torino, sconfitto in trasferta per 2-1 all'andata (il Borussia diventò la prima squadra tedesca a vincere una partita di una competizione europea in Italia) e fermato sullo 0-0 al ritorno. Neppure il parziale passivo di 0-2 nell'incontro casalingo con il Bruges aveva fermato i Puledri, che prima avevano pareggiato grazie ai gol di Kulik e Simonsen e poi espugnato il campo dei belgi con un gol nel finale di partita da parte di Hannes. Nella semifinale di andata in Unione Sovietica la Dinamo Kiev si era imposta 1-0, ma nella gara di ritorno in Germania le reti di Bonhof e Wittkamp avevano ribaltato la situazione, conducendo il Borussia alla finale di Roma, ancora una volta contro i Reds di Keegan, ora allenati da Bob Paisley.
Il Liverpool comandò il gioco nella fase iniziale, anche se a rendersi pericoloso fu il Borussia con un rasoterra di Bonhof che colpì il palo della porta di Ray Clemence. Al 27° di gioco un inserimento di Terry McDermott, che sorprese la retroguardia tedesca, valse l'1-0. Nella ripresa il Borussia, trasformato, applicò un convinto forcing. Al 51° Simonsen, sfruttando un rimpallo, conquistò palla, entrò in area e da posizione defilata segnò l'1-1 con un tiro all'incrocio dei pali. I bianconeri, approfittando del momento di confusione del Liverpool, continuarono ad attaccare, ma prima Simonsen mandò a lato un colpo di testa da pochi passi poi Stielike, solo davanti a Clemence, si fece respingere la conclusione dal portiere. Fu però il Liverpool a trovare il gol al 65°, con un preciso colpo di testa di Thomas Smith che anticipò tutti su calcio d'angolo. Il Borussia continuò a premere per cercare il pareggio, ma a sette minuti dalla fine Keegan sfuggì alla marcatura di Vogts, fece ingresso in area e fu steso dal capitano tedesco. L'arbitro francese Wurtz decretò il calcio di rigore, che Phil Neal trasformò nel 3-1, chiudendo la partita.

### 1977-1978 - Il titolo perso per tre gol e l'ennesima eliminazione con il Liverpool
La partita giocata precedentemente a Roma sembrò influire psicologicamente anche sulle prime giornate della nuova stagione, il 1978-1979. Il Borussia non riuscì a trovare continuità, arrancando nelle posizioni di metà classifica sino alla fine del girone d'andata, quando una serie di cinque vittorie consecutive lo portò al secondo posto. L'inseguimento al Colonia di Weisweiler continuò per il resto della stagione, finché le due squadre si ritrovarono appaiate sul finire del campionato. Con la possibilità, sempre più concreta, che il titolo potesse essere assegnato per la miglior differenza reti, il Borussia, che era in netto svantaggio rispetto ai rivali, cercò di vincere le ultime partite con il maggior scarto possibile. Alla penultima giornata si riaccese la speranza con la vittoria ad Amburgo per 6-2; all'ultimo turno, in casa, si assistette alla più ampia vittoria nella storia della Bundesliga, il 12-0 al Borussia Dortmund. I Puledri si guadagnarono applausi e ovazioni, ma la contemporanea vittoria esterna del Colonia sul St. Pauli per 5-0 rese vana l'impresa. Il Borussia fu beffato dalla peggior differenza reti e mancò il sesto titolo di Germania per soli tre gol.
In Coppa dei Campioni la squadra ripartì decisa a riconquistare la finale persa l'anno precedente. Superato agevolmente il Vasas Budapest vincendo per 3-0 in Ungheria e pareggiando 1-1 l'incontro di ritorno, anche contro la Stella Rossa il Borussia chiuse il discorso-qualificazione all'andata espugnando Belgrado per 3-0, per poi trionfare in casa (5-1). I Puledri rischiarono nei quarti di finale contro il Tirol Innsbruck, vittorioso a sorpresa in casa per 3-1, ma nella gara di ritorno Bonhof e Heynckes, con due reti nella prima mezz'ora, diedero al Borussia il 2-0 che valse la semifinale, ancora una volta contro il Liverpool.
Il primo incontro si giocò in Germania. L'obiettivo era chiaro: vincere senza subire reti per affrontare al meglio la trasferta in Inghilterra. Al 28° di gioco Hannes segnò il gol del vantaggio. Tutto procedette bene per il Borussia fino ai minuti finali, quando prima venne annullato un gol ad Heynckes per fuorigioco, poi un colpo di testa di Johnson sorprese il pubblico tedesco, dando il pareggio al Liverpool a due minuti dalla fine. Un minuto più tardi, su calcio di punizione, Bonhof siglò il definitivo 2-1. Il gol segnato dai Reds si sarebbe rivelato pesantissimo negli equilibri della gara di ritorno, anche perché all'Anfield Road non ci fu partita. Dopo sette minuti Ray Kennedy portò in vantaggio i padroni di casa, che raddoppiarono poco dopo la mezzora con Kenny Dalglish. In avvio di ripresa Jimmy Case mise in rete il pallone del 3-0. Il Borussia non fu più in grado di reagire: per la terza volta il Liverpool si rivelò fatale per i bianchi di Mönchengladbach.
L'unica soddisfazione della stagione fu il Pallone d'Oro 1977 vinto da Allan Simonsen, il solo giocatore nella storia del club ad essersi aggiudicato il prestigioso riconoscimento assegnato da France Football.

### 1978-1979 - La seconda Coppa UEFA
Stella Rossa - Borussia Mönchengladbach 
Stella Rossa Belgrado: Stojanovic, Jurisic, Miletovic, Jovanovic, Jovin, Blagojevic, Milosayljevic (88' Milovanovic), Savic, Sestic, Muslin (88' Krmpovic), Petrovic. Allenatore: Stankovi'c.
Borussia Mönchengladbach: Kneib, Ringels, Vogts, Schäffer, Hannes, Wohlers (80' Gores), Kulik, Schäfer, Nielsen (75' Danner), Simonsen, Lienen. Allenatore: Lattek.
Arbitro: Foote 
Marcatori: 22' Sestic, 60' aut. Jurisic.
Spettatori: 87.500
 Borussia Mönchengladbach - Stella Rossa 
Borussia Mönchengladbach: Kneib, Ringels, Vogts, Schäffer, Schäfer, Hannes, Wohlers, Simonsen, Kulik, (59' Köppel), Lienen, Gores. Allenatore: Lattek.
Stella Rossa Belgrado: Stojanovic, Jurisic, Jovanovic, Miletovic, Jovin, Muslin, Blagojevic, Milovanovic, Petrovic, Savic, Milosayljevic (46' Sestic). Allenatore: Stankovi'c.
Arbitro: Michelotti 
Marcatori: 17' rig. Simonsen.
Spettatori: 45.000
Nell'estate del 1978 il Borussia perse giocatori fondamentali dell'undici titolare. Bonhof si trasferì al Valencia, mentre Wimmer, Wittkamp e Heynckes annunciarono il loro ritiro, anche se quest'ultimo rimase nella società come vice di Lattek. Orfano di giocatori importanti e soprattutto di uno dei centravanti più prolifici della sua storia, il Borussia perse anche Berti Vogts, il quale alla vigilia del campionato si infortunò gravemente in Coppa di Germania e fu costretto a saltare la maggior parte della stagione.
Con un attacco poco incisivo e una difesa che subiva troppe reti il Borussia si ritrovò coinvolto nella lotta salvezza. Alla ventiquattresima giornata subì un pesante 1-7 in casa dal Bayern Monaco. Sul finale della stagione Vogts si ristabilì completamente, rientrando in campo in concomitanza con l'inizio di una serie di tre vittorie e due pareggi, che consentì alla squadra di lasciare la zona retrocessione e chiudere il campionato in decima posizione.
Nonostante i problemi in Bundesliga il Borussia si confermò protagonista in Europa. In Coppa UEFA l'esordio contro lo Sturm Graz fu una goleada: 5-1 in Germania e 2-1 in trasferta. Il secondo turno fu ben più difficile. Per superare il Benfica dopo un doppio pareggio per 0-0 si resero necessari i tempi supplementari, in cui andarono a segno Bruns su rigore e Klinkhammer. Gli ottavi di finale contro i polacchi dello Śląsk Wrocław furono più semplici: l'andata terminò con un pareggio casalingo per 1-1, il ritorno con una vittoria in trasferta per 4-2 grazie ad una tripletta di Simonsen. Le semifinali riproposero la sfida contro una squadra inglese, questa volta il Manchester City. Il Borussia pareggiò l'andata in trasferta grazie al gol di Lienen e in casa controllò l'incontro, vincendo per 3-1 con le reti di Kulik, Bruns e Del'Haye, prima del gol della bandiera di Deyna. In semifinale fu la volta dell'ennesimo derby tedesco, questa volta contro l'MSV. A Duisburg i padroni di casa andarono in vantaggio due volte e per due volte furono raggiunti dai gol di Simonsen e Lausen (2-2). Nella partita di ritorno il Borussia travolse gli avversari per 4-1 con la doppietta di Simonsen e i gol di Kulik e Lienen, qualificandosi per la sua quarta finale europea.
L'atto conclusivo della competizione oppose i Puledri alla Stella Rossa, già eliminata dal Borussia nella Coppa dei Campioni della stagione precedente. Lattek, tuttavia, era consapevole dei rischi che comportava affrontare la squadra rivelazione del torneo. A Belgrado la Stella Rossa cinse d'assedio la porta avversaria, passando in vantaggio al 21º minuto con un gol di Sestić e continuando a produrre un gran numero di occasioni da gol, che però non furono finalizzate. Al 60° il Borussia fu fortunato quando un innocuo cross di Wohlers venne deviato alle spalle del proprio portiere da Jurisić (1-1). A quel punto i giovani della Stella Rossa, demoralizzati, non riuscirono più a imporre il loro gioco e il Borussia strappò un pareggio prezioso. Anche nella partita di ritorno in Germania gli jugoslavi iniziarono attaccando, ma al 17° un calcio di rigore fischiato dall'arbitro italiano Alberto Michelotti e trasformato da Simonsen produsse l'1-0. Il Borussia gestì il vantaggio e conquistò la sua seconda Coppa UEFA.
Il capitano Berti Vogts, che giocava nel club dal primo anno di Bundesliga, si era già reso conto che l'"Era dei Puledri" era ormai volta al termine. Dichiarò: "Godetevi questa coppa. Per i prossimi anni sarà l'ultima che stringete tra le mani". Per il Borussia e i suoi tifosi le sue parole si sarebbero rivelate tanto amare quanto veritiere.

## Un decennio senza vittorie (1980-1989)

### 1979-1980 - Fuori dall'Europa dopo nove anni e la sconfitta nella finale di Coppa UEFA
Come il suo predecessore, Lattek lasciò dopo aver conquistato la Coppa UEFA. A sedere sulla panchina del club fu chiamato Jupp Heynckes, vice di Lattek per un anno. Lo stesso Lattek non fu il solo ad andarsene: Kleff passò all'Hertha Berlino, Simonsen al Barcellona, Köppel e Vogts si ritirarono, con quest'ultimo che diventò l'allenatore della Nazionale tedesca Under 20. Gli unici due innesti acquistati in estate furono comunque di grande qualità. Dall'Eintracht Braunschweig arrivò per 1,15 milioni di marchi l'attaccante Harald Nickel, autore nella sua prima stagione di 20 reti, mentre dalla piccola squadra di Herzogenaurach fu acquistato il diciottenne Lothar Matthäus, già protagonista con le selezioni giovanili della Nazionale tedesca. Heynckes, che in Matthäus vedeva un grande talento, lo fece esordire in Bundesliga il 22 settembre 1979 e lo confermò titolare per tutto il resto della stagione. Un campionato brillante permise al centrocampista di essere convocato a giugno per il campionato d'Europa 1980 in Italia.
Come molti avevano previsto, il piazzamento finale del Borussia nella Bundesliga 1979/80 fu lontano dal vertice. Il Gladbach terminò a pari punti con il Borussia Dortmund, ma, a causa di una peggior differenza reti, fu sesto. Per la prima volta dopo nove anni non si qualificò per le competizioni europee.
Il cammino in Coppa UEFA sembrò essere lo stesso dell'anno precedente. Il Borussia, infatti, raggiunse ancora la finale eliminando avversari temuti quali l'Inter, il Saint-Étienne e lo Stoccarda, ma nell'ennesimo duello tedesco fu l'Eintracht Francoforte ad avere la meglio. Dopo il 3-2 del Bökelbergstadon, Schraub segnò a nove minuti dalla fine il gol che permise al Francoforte di conquistare la coppa grazie al maggior numero di gol segnati in trasferta.

### 1980-1981 - La qualificazione UEFA all'ultima giornata
Nell'estate 1980 Wohlers e Klinkhammer passarono al Monaco 1860, Danner allo Schalke 04, Kneib all'Arminia Bielefeld, Gores all'MSV Duisburg e Del'Haye al Bayern Monaco. Il girone d'andata 1980/81 fu assai problematico per il Borussia che, anche a causa dei numerosi infortuni, si ritrovò nelle zone basse della classifica. Nel mercato di riparazione arrivarono nuovi rinforzi e ritornò un grande del passato, Wolfgang Kleff, che prese il posto tra i pali di un giovane Uli Sude, ancora incerto alla sua prima stagione al Borussia. Con Kleff in porta la squadra perse solo 4 delle ultime 14 partite, coronando il suo cammino con vittorie straripanti che riportarono il pensiero al decennio precedente: 5-1 al Bayer Leverkusen e 7-1 al Bayer Uerdingen. Come nella stagione precedente il Borussia Dortmund diventò la rivale per la conquista del sesto posto in classifica, ultimo disponibile per qualificarsi alla Coppa UEFA della stagione successiva. Il calendario mise le due squadre una contro l'altra proprio all'ultima giornata al Westfalenstadion, dove, al cospetto di 54.000 spettatori, il Mönchengladbach trionfò per 3-0 grazie alle reti di Bruns, Schäfer e Matthäus.
La stagione risultò brillante per Wilfried Hannes, il quale, giocando come libero, si espresse su livelli eccellenti, conferendo sicurezza a tutto il reparto difensivo. Anche grazie agli otto calci di rigore trasformati in rete, Hannes totalizzò 16 gol e diventò il miglior marcatore della squadra.

### 1981-1982 - Un settimo posto dopo un avvio promettente
Nell'estate precedente alla terza stagione alla guida del Borussia (1981/82) Heynckes si ritrovò a dover allestire per la terza volta una squadra completamente nuova. Le partenze iniziate negli anni precedenti sembrarono non avere fine. Anche Nickel, Lienen e Nielsen abbandonano la squadra, lasciando il Borussia privo di tre dei suoi migliori giocatori offensivi. Ancora una volta, però, il mercato in entrata riuscì a limitare le perdite. I due nuovi attaccanti si rivelarono all'altezza della situazione: il capocannoniere della Zweite Bundesliga Frank Mill e l'ex centravanti del Bochum Kurt Pinkall avrebbero segnato assieme 29 gol.
La stagione iniziò e continuò molto bene, tanto che a febbraio 1982 il Borussia era la più accreditata inseguitrice del Bayern capolista, ma la sconfitta per 2-3 contro il Kaiserslautern, dopo che il Gladbach era passato in vantaggio per 2-0, fu un duro colpo per l'entusiasmo della squadra e ne frenò la rincorsa. Seguirono altre cinque sconfitte consecutive, che fecero precipitare la squadra dalla vetta della classifica fino al settimo posto finale, ancora una volta fuori dalle posizioni utili per una qualificazione alle coppe europee.
In Coppa UEFA non andò meglio agli uomini di Heynckes. Dopo aver superato il Magdeburgo al primo turno (sconfitta in Germania Est per 3-1, vittoria al Bökelbergstadion per 2-0 e passaggio del turno per miglior differenza reti) il Borussia si trovò di fronte, nei Sedicesimi di finale, il Dundee Utd. Nonostante la vittoria in casa per 2-0 (reti di Schäffer e Hannes), i tedeschi furono letteralmente travolti in Scozia per 5-0, terminando così la loro avventura in Europa.

### 1982-1983 - Una salvezza dopo un campionato travagliato
Dopo alcune stagioni comunque positive i giovani di Heynckes dovettero tirare il fiato. Il 4-2 alla prima giornata sullo Schalke 04 illuse la squadra, che nelle 22 partite successive racimolò solo 14 punti e si ritrovò nelle posizioni di bassa classifica, coinvolta nella lotta per non retrocedere. Le cause del rallentamento furono anche due gravi infortuni che colpirono altrettanti titolari fondamentali come il libero Hannes e il portiere Sude. Per sostituirli furono lanciati in prima squadra i giovanissimi Hans-Georg Dreßen e Uwe Kamps, che di lì a pochi anni sarebbero diventati pilastri della formazione titolare nonché bandiere della squadra, in virtù della loro lunga militanza nelle file del Borussia. Alla fine la squadra riuscì a salvarsi centrando il dodicesimo posto, ma un altro record negativo fu registrato a fine stagione: per la prima volta dal 1965 nessun giocatore del Borussia fu in grado di realizzare almeno 10 gol in Bundesliga. I migliori marcatori della squadra furono Hannes, Mill e Bruns, che misero a segno nove gol.

### 1983-1984 - La sconfitta in campionato e Coppa di Germania
Dopo diversi anni lontani dalla vetta, la stagione 1983/84 parve essere quella del riscatto. Il Borussia lottò per il titolo per tutta la durata del campionato grazie ad una nuova generazione di campioni in grado di esaltare i tifosi.
In difesa il portiere Sude, il libero Hannes, il neo-acquisto norvegese Kai Erik Herlovsen e il giovane Uli Borowka rappresentavano una sicurezza. Per la fascia destra fu ingaggiato dal Rapid Vienna il nazionale austriaco Bernd Krauss, mentre a sinistra esordì Michael Frontzeck, un giovane nato a Mönchengladbach, al suo primo anno tra i professionisti, che guadagnò la convocazione in Nazionale dopo meno di un anno dal suo esordio in Bundesliga. A centrocampo Burns, Schäfer, Matthäus e Rahn erano collaudati, mentre in attacco era ritornato dall'Arminia Bielefeld Ewald Lienen, il quale faceva coppia con Frank Mill. A loro si aggiunse un giovane capace di entrare a partita in corso e segnare gol spesso decisivi: Hans-Jörg Criens.

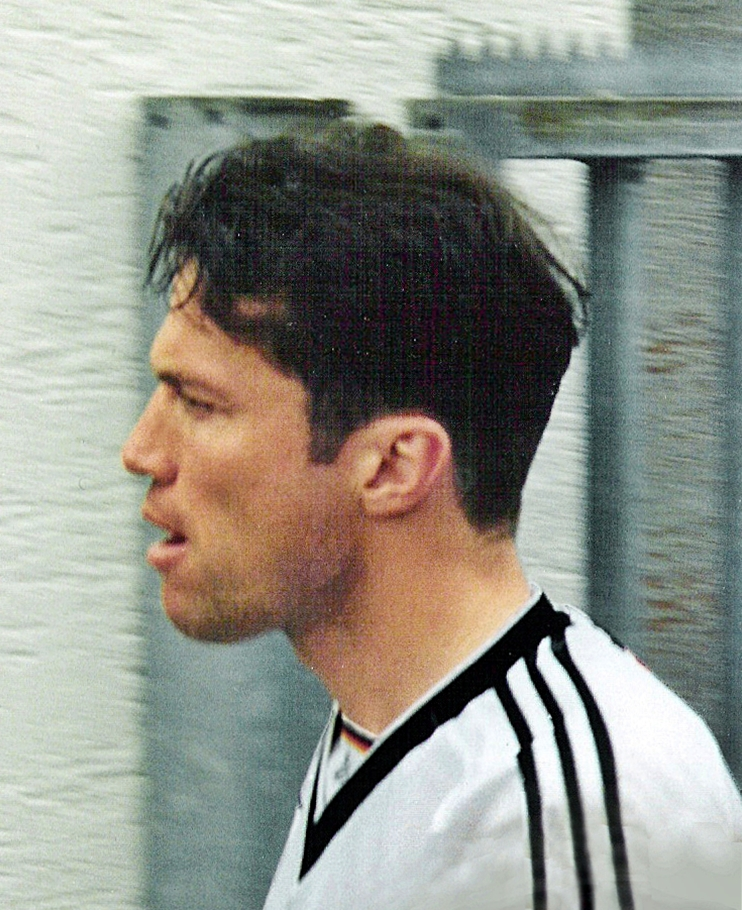
Il fuoriclasse Lothar Matthäus, ancora oggi considerato un traditore dai tifosi del Borussia.

Il Borussia terminò il girone d'andata a ridosso delle posizioni di vertice, ma fu una serie di sette vittorie consecutive a portarlo in testa alla classifica in un campionato incerto e combattutissimo. L'ambiente era euforico e la squadra sembrava lanciata verso un successo che mancava ormai da molti anni, ma a rompere l'armonia all'interno dello spogliatoio giunse una notizia inaspettata quanto sconvolgente: Lothar Matthäus annunciò di aver già siglato un contratto col Bayern Monaco, contratto che lo avrebbe condotto a giocare in Baviera al termine della stagione.
Il ventiduenne, che in precedenza era uno degli idoli dei tifosi, diventò in pochi giorni un giocatore detestato e le sue apparizioni negli incontri casalinghi furono costantemente accompagnate dalle grida "Giuda! Giuda!".
Alla ventottesima giornata sbagliò un calcio di rigore nella partita in casa contro l'Eintracht Francoforte che si concluse sull'1-1 e costò al Borussia la vetta della classifica. Nell'incontro successivo, ad Amburgo, Matthäus giocò un'altra partita conclusasi con la sconfitta per 2-1 del Borussia in uno scontro diretto. Nei cinque incontri rimanenti i Puledri centrarono quattro vittorie e conclusero appaiati a Stoccarda e Amburgo in vetta alla classifica. Come avvenuto in passato, però, la differenza reti lo penalizzò facendolo piazzare addirittura al terzo posto.
La stagione fu resa ancora più amara dalla sconfitta patita nella finale di Coppa di Germania ai tiri di rigore contro il Bayern Monaco. L'1-1 alla fine dei novanta minuti non si sbloccò neppure ai supplementari, pertanto la sfida si decise dal dischetto, dove prevalsero i bavaresi per 7-6. Il primo rigore sbagliato per il Borussia lo calciò proprio Matthäus, il cui tiro finì di molto alto sopra la traversa e decretò la vittoria del trofeo da parte della squadra in cui si sarebbe trasferito dopo meno di un mese. A posteriori molti insinuarono il sospetto che il centrocampista avesse fallito di proposito per favorire i suoi futuri compagni, così il giovane talento lasciò Mönchengladbach sommerso di polemiche, accusato dai tifosi di aver fatto perdere al Borussia sia il campionato che la Coppa di Germania. Un rancore così profondo non si sarebbe affievolito neppure negli anni seguenti, tant'è che Matthäus sarebbe rimasto per sempre uno dei giocatori più invisi ai sostenitori del Gladbach.

### 1984-1985 - Ancora una stagione al vertice
La cessione di Matthäus portò nelle casse della società 2,25 milioni di marchi, record assoluto per il calcio tedesco, ma la concorrenza di Colonia e Bayern Monaco nella ricerca di nuovi talenti fu spietata. Il Borussia non riuscì a reinvestire la somma come sperato, così ancora una volta Heynckes dovette costruire la squadra affidandosi a giovani promesse come Hans-Georg Dreßen e Christian Hochstätter. L'attacco funzionò a meraviglia, come testimoniano i 16 gol di Mill, i 14 di Rahn e i 12 di Criens, ormai maestro nell'entrare nel corso della partita e risolvere l'incontro con gol preziosi.
Il 10 ottobre 1984 il Borussia batté il Braunschweig per 10-0 stabilendo una delle più ampie vittorie della sua storia, ma la goleada non sarebbe restata l'unica della stagione. Nette vittorie arrivarono contro il Kaiserslautern, sconfitto per 7-1, e il Colonia, battuto nel derby per 5-1 con il risultato sul 4-0 già all'intervallo.
Il 10 novembre 1984 il Borussia ebbe la meglio sul Bayern Monaco per 3-2 in un incontro storico per tutta la Bundesliga. Si trattò, difatti, della prima partita del campionato tedesco trasmessa in diretta da un'emittente televisiva.
A fine campionato la squadra si classificò al quarto posto, pagando caro i tanti gol subiti troppo spesso nei minuti finali. La stagione, tuttavia, fu sicuramente da ricordare per il portiere Sude, che parò sei dei sette rigori assegnati contro il Borussia in campionato.

### 1985-1986 - Nuovo quarto posto e storica goleada contro il Real Madrid
Il Borussia terminò la stagione al quarto posto come l'anno precedente. Il giovane Hochstätter diventò sempre più titolare inamovibile del centrocampo, mentre il nuovo acquisto André Winkhold non tardò ad integrarsi. In attacco Mill e Criens continuarono a segnare totalizzando rispettivamente 13 e 12 reti.
Mentre la squadra proseguiva bene in Bundesliga, il 27 novembre 1985 una storica partita di Coppa UEFA riportò per un attimo la memoria alle vittorie del decennio precedente. Nell'incontro di andata degli ottavi di finale il Borussia sconfisse il Real Madrid 5-1 al Rheinstadion. Ancora una volta, però, il club conobbe una delusione proprio nel momento di maggiore entusiasmo: nel ritorno gli spagnoli, che dominarono il gioco, ad un minuto dalla fine segnarono la rete del 4-0 che permise loro di passare il turno, grazie al maggior numero di gol segnati in trasferta.
Sul finire del campionato il portiere Uli Sude subì un infortunio che sancì la fine della sua carriera da professionista. Lo sostituì il norvegese Erik Thorstvedt.
All'ultima di campionato il Borussia venne sconfitto per 0-6 a Monaco dal Bayern. Grazie alla goleada il club bavarese scavalcò il Werder Brema e si laureò campione di Germania.

### 1986-1987 - L'addio di Heynckes
Ancora una volta in estate si registrarono partenze importanti da Mönchengladbach: a lasciare il club furono Mill, Hannes e Pinkall. La squadra iniziò la stagione con difficoltà e occupò stabilmente le posizioni medio-basse della classifica.
A marzo una notizia scosse l'ambiente: Jupp Heynckes annunciò che a fine stagione avrebbe lasciato il club per passare ad allenare il Bayern Monaco. La notizia che il tecnico si sarebbe trasferito motivò ulteriormente il Gladbach, che si rese autore di un ottimo finale di stagione. Nelle ultime 15 partite perse solo due volte, ottenendo alcune ampie vittorie come il 7-1 contro il Werder Brema o il 7-2 contro il Waldhof Mannheim. Gli ultimi dieci incontri coincisero con altrettante vittorie, in cui la squadra mantenne la media di tre gol a partita, e coronarono la rimonta partita dal dodicesimo e conclusa al terzo posto finale.
Il portiere titolare era ormai Uwe Kamps, Bruns era un libero che dava sicurezza ed esperienza, mentre Hochstätter, ripresosi dall'infortunio subito nel girone d'andata, si rivelò fondamentale per il finale di campionato. Per sei volte realizzò il primo gol dell'incontro per il Borussia e in totale andò a segno ben 10 volte in 19 partite.
Il protagonista assoluto della stagione fu, però, Uwe Rahn. Acquistato appena diciottenne sei anni prima per 350.000 marchi, il centravanti suggellò la sua ascesa segnando 24 gol, che gli valsero il titolo di capocannoniere della Bundesliga. I giornalisti sportivi resero omaggio alle sue gesta eleggendolo Calciatore tedesco dell'anno. Divenne così il terzo giocatore del Borussia ad ottenere questo importante riconoscimento, dopo campioni come Berti Vogts e Günter Netzer.

### 1987-1988 - L'avvento di Wolf Werner
L'allenatore che sostituì Heynckes, diventando il quarto tecnico del Borussia dalla promozione in Bundesliga, fu il suo vice Wolf Werner, scelto dalla dirigenza per il suo ottimo rapporto con i giocatori e perché già da tempo a contatto con la squadra e profondo conoscitore degli equilibri dello spogliatoio. La sua prima esperienza da allenatore nel calcio professionistico non fu certo aiutata dalle solite partenze estive. Per 1,9 milioni di marchi lasciò il Borussia Uli Borowka, diretto al Werder Brema, mentre Ewald Lienen si trasferì all'MSV Duisburg. A Mönchengladbach arrivarono l'attaccante olandese Eric Willaarts e il diciottenne talento Stefan Effenberg, proveniente dalla Germania settentrionale.
Werner iniziò nel migliore dei modi. Il Borussia si stabilì nelle prime posizioni e nel girone d'andata centrò due vittorie prestigiose, sconfiggendo per 2-0 il Bayern e per 8-2 i vicecampioni dell'Amburgo. Ciononostante la pausa invernale si rivelò fatale. Nel girone di ritorno il Borussia risultò la peggior squadra del campionato, racimolando soltanto undici punti e scivolando al settimo posto in classifica.
Contrariamente all'anno precedente, fu una clamorosa delusione Uwe Rahn, il quale, frustrato dal rifiuto della dirigenza di cederlo al PSV per 3,5 milioni di marchi, giocò svogliato e senza stimoli un campionato deprimente. Ancor peggio avrebbe fatto il manager del Borussia Hemut Grashoff, che nel corso della stagione successiva avrebbe lasciato finalmente andare l'attaccante, ma ai rivali del Colonia e per soli 2 milioni di marchi.

### 1988-1989 - Stagione ancora fuori dall'Europa
La stagione prese avvio in modo molto positivo: nelle prime due partite casalinghe arrivarono due successi per 4-1 sul Kaiserslautern e sui campioni in carica del Werder Brema. Alla squadra mancava la continuità per poter ambire alle posizioni di vertice, ma il campionato riservò comunque diverse soddisfazioni, tra le quali si segnala la vittoria per 2-1 alla ventiquattresima giornata contro i rivali del Bayern Monaco guidati dall'ex Jupp Heynckes.
I nuovi leader della squadra erano il libero ceco František Straka, il goleador Hans-Jörg Criens e il giovane Stefan Effenberg. Nonostante il buon ruolino di marcia, il Borussia ancora una volta non riuscì a ottenere la qualificazione alle coppe europee. Decisive finirono per essere le due sconfitte rimediate nelle ultime due partite di campionato, proprio contro due rivali nella corsa ad un posto UEFA: 1-2 contro lo Stoccarda e 0-4 contro l'Amburgo.

## La Coppa di Germania e la retrocessione (1990-1999)

### 1989-1990 - Il primo esonero e la salvezza all'ultima giornata
Gli anni novanta si rivelarono peggiori del decennio precedente. Infatti sin dalla stagione 1989/90 la squadra fu costretta a lottare per non retrocedere. Il 18 novembre 1989 fu sconfitta per 0-1 dal Bayer Uerdingen nell'ultima giornata del girone d'andata e si ritrovò per la prima volta nella sua storia all'ultimo posto in Bundesliga. Le settimane che seguirono, a dir poco turbolente, portarono ad un'altra novità assoluta per il club: Wolf Werner fu il primo allenatore ad essere esonerato nella storia del Borussia, che fino a quel momento era stata l'unica squadra professionistica tedesca a non aver mai avvicendato un tecnico a stagione in corso. Il suo successore Gerd vom Bruch si presentò con una vittoria all'esordio e, grazie anche ad un giovane Stefan Effenberg sempre più determinante, fu capace di ottenere una sofferta salvezza all'ultima giornata pareggiando per 0-0 contro il Bayer Uerdingen. Il pari consentì alla squadra di mantenere un punto di distanza dalla zona retrocessione.

### 1990-1991 - Una rimonta finale per una salvezza anticipata
Come già capitato frequentemente ai suoi predecessori, il nuovo allenatore dovette allestire una squadra completamente nuova per la stagione successiva. In estate Krauss, Bruns e Herlovsen si ritirarono, mentre il talentuoso Effenberg passò al Bayern Monaco per 4,3 milioni di marchi. I nuovi acquisti furono Hans-Georg Dreßen, che ritornava dal Colonia, Martin Schneider e il terzino Thomas Kastenmaier, primo giocatore in assoluto a trasferirsi dal Bayern al Borussia.
Il girone d'andata, difficile, si caratterizzò per lo scarso peso offensivo del Borussia. I pochi gol segnati condannarono la squadra a lottare nelle zone basse della classifica, ma il manager Rolf Rüssmann approfittò della pausa invernale per acquistare un giovanissimo attaccante scoperto nel campionato camerunese: il nazionale togolese Bachirou Salou, primo giocatore africano nella storia del Borussia.
Il girone di ritorno fu di gran lunga migliore per i Puledri rispetto alla prima parte del campionato. Gerd vom Bruch lanciò in prima squadra giovani promettenti come Karlheinz Pflipsen e Peter Wynhoff e impostò un gioco fatto di rapidi contropiede rivelatosi vincente. Dopo la sconfitta per 1-5 contro l'Eintracht Francoforte alla ventitreesima giornata, il Borussia non perse più una partita, permettendosi il lusso di battere alla penultima di campionato la capolista Kaiserslautern per 3-2 e di centrare la salvezza con ampio anticipo.

### 1991-1992 - Il calcio difensivista di Gelsdorf e la finale di Coppa di Germania
Il campionato 1991/92 fu il primo della Germania riunificata. Parteciparono alla Bundesliga ben venti squadre, le retrocessioni passarono eccezionalmente a quattro invece delle consuete tre.
Il Borussia iniziò nel peggiore dei modi: incapace di andare in gol fino alla sesta giornata, si ritrovò all'ultimo posto della graduatoria. A fine settembre la dirigenza esonerò vom Bruch e lo rimpiazzò con Jürgen Gelsdorf, che applicò rigorosamente un calcio estremamente difensivista, concedendo poco spazio nella formazione titolare a giocatori più tecnici come Christian Hochstätter, Karheinz Pflipsen, Peter Wynhoff o Norbert Meier, sostituiti da calciatori più fisici e difensivi. La squadra segnò pochissimo, ma in 26 partite subì solo 28 gol e collezionò altrettanti punti, che le permisero ancora una volta di salvarsi anticipatamente, grazie anche al buon momento di forma di Criens, autore di 7 gol nelle ultime 13 giornate.
Contemporaneamente proseguì il cammino in Coppa di Germania. Dopo tanti anni si ripresentò la possibilità di aggiudicarsi nuovamente un trofeo. Il 7 aprile 1992, nella semifinale contro il Bayer Leverkusen, il risultato restò in parità anche dopo i tempi supplementari. Il portiere Uwe Kamps parò tutti e quattro i tiri di rigore calciati dagli avversari, guidando la sua squadra verso la finale di Berlino. Il 23 maggio 1992 fu, però, l'Hannover 96, squadra di seconda divisione, ad essere premiato al termine dei rigori. Il Borussia, infatti, cadde per 3-4 dopo che i supplementari si erano conclusi sullo 0-0.

### 1992-1993 - L'arrivo di Krauss
La stagione successiva si aprì con la dirigenza della società in preda al caos. Prima dell'inizio del campionato il presidente Helmut Beyer licenziò il manager Rüssmann, ma poche settimane dopo l'assemblea dei soci elesse nuovo presidente Karl-Heinz Drygalsky, che richiamò Russmann riaffidandogli le sue mansioni abituali.
L'incertezza societaria non aiutò la squadra, che dopo l'ennesimo avvio scoraggiante si vide piazzata ancora una volta in piena zona retrocessione. Le uniche soddisfazioni di un girone d'andata desolante arrivarono dal pareggio per 3-3 contro l'Eintracht Francoforte - dopo che la squadra era passata in svantaggio per 1-3 - e dal 2-2 a Monaco contro il Bayern, risultato, quest'ultimo, maturato nei minuti finali grazie all'incursione offensiva del portiere di riserva Dirk Heyne. Sugli sviluppi di un calcio d'angolo l'estremo difensore del Borussia aveva colto il palo, trovando pronto Martin Max a ribadire in rete.
Con la squadra ormai in pericoloso sbandamento, nei primi giorni del novembre 1992 Gelsdorf venne allontanato. La dirigenza ritenne che il suo vice Bernd Krauss fosse l'uomo adatto per centrare una salvezza che sembra proibitiva e gli affidò, quindi, la guida della squadra.
Con Krauss le cose sembrarono subito cambiare. A due sconfitte fecero seguito tre partite in cui la squadra restò imbattuta e chiuse il girone d'andata con qualche speranza in più. Il ritorno andò molto meglio. Krauss rilanciò in squadra giocatori che erano stati accantonati da Gelsdorf, fra cui Karlheinz Pflipsen, Peter Wynhoff, Martin Dahlin e Peter Nielsen. Il Borussia perse solo altre cinque volte e risalì incredibilmente fino al nono posto finale.

### 1993-1994
L'inizio di stagione fu complicato dagli infortuni del nuovo attaccante Heiko Herrlich, acquistato dal Bayer Leverkusen per un milione di marchi, e del difensore centrale Michael Klinkert. A metà novembre il Borussia occupava già stabilmente le zone basse della classifica, ma Krauss non si abbatté e, insieme con il manager Russmann, cercò di individuare le pecche dell'organico. Una volta indicata la difesa come reparto più carente, Rüssmann non tardò a volare in Inghilterra per acquistare un promettente centrale che fino ad allora si era dovuto accontentare della panchina coi Blackburn: lo svedese Patrik Andersson. Il nuovo arrivo parve infondere stabilità e coraggio a tutta la squadra, anche perché il suo esordio coincise con un trionfo per 4-0 sul Colonia. Le restanti quattro partite prima della pausa invernale portarono altrettante vittorie.
Nel ritorno la serie venne subito interrotta. Il Borussia dovette abbandonare i sogni di gloria a causa della sua discontinuità, ma i risultati positivi non mancarono, così la squadra riuscì ad ottenere il decimo posto finale.

### 1994-1995 - Un nuovo trionfo dopo sedici anni: la Coppa di Germania
La stagione 1994/95 si aprì per il Borussia diverse settimane prima dell'inizio della Bundesliga.
Durante l'estate la Nazionale tedesca era stata eliminata dal campionato del mondo 1994 negli Stati Uniti dalla Bulgaria, ma forse aveva avuto maggior risalto l'episodio che aveva visto protagonista Stefan Effenberg, il quale aveva mostrato il dito medio ai tifosi tedeschi che lo stavano fischiando durante la partita contro la Corea del Sud. Il gesto, che avrebbe valso al centrocampista l'appellativo di Stinkefinger (Dito medio), aveva spinto la DFB e il tecnico Berti Vogts a cacciarlo dal ritiro della Nazionale già il giorno successivo alla gara. Nonostante lo scandalo e le polemiche scoppiate in Germania sull'ennesimo comportamento controverso del calciatore, il suo procuratore dichiarava che Effenberg intendeva lasciare la Fiorentina per accasarsi nuovamente presso un club della Bundesliga. Rüssmann trascorse il resto dell'estate in Toscana ed avviò le trattative con il giocatore e con la dirigenza della società viola. Le negoziazioni si conclusero con il ritorno di Effenberg al Borussia per la cifra, sorprendente, di sette milioni di marchi.
Furono comunque soldi ben spesi, perché con Effenberg la formazione tornò stabilmente ad occupare le zone alte della classifica. La difesa a quattro impostata da Krauss si affidava al solido Andersson e il centrocampo, oltre a Effenberg, poteva contare su giocatori di talento come Pflipsen, Wynhoff e Hochstätter. Il tandem offensivo formato da Herrich e Dahlin si rivelò di classe assoluta.
Il Borussia concesse ai propri tifosi una grande stagione, coronata da larghi successi come il 7-1 al Bochum o il 4-2 rifilato in trasferta sia allo Stoccarda che al Karlsruhe. Attorno alla squadra aleggiava un ritrovato entusiasmo, che si tradusse in un ampio seguito: in media 29.124 spettatori assistettero agli incontri casalinghi. Fu un nuovo record per il club.
Alla fine il Borussia terminò il torneo al quinto posto. Con 20 reti Heiko Herrlich diventò capocannoniere della Bundesliga.
 Borussia Mönchengladbach - Wolfsburg 
Borussia Mönchengladbach: Kamps, Kastenmaier, Klinkert, Andersson, Neun, Hochstätter (66' Fach), Effenberg, Pflipsen, Wynhoff (88' Stadler), Dahlin, Herrlich. Allenatore: Krauss.
VfL Wolfsburg: Zimmermann, Lieberaum, Probst, Jensen (17' Täuber), Klein, Brunner, Wollitz, Dammeier (75' Butrej), Seeliger, Reich, Meißner. Allenatore: Roggensack.
Arbitro: Strigel 
Marcatori: 13' Dahlin, 64' Effenberg, 86' Herrlich.
Spettatori: 76.200
Gli uomini di Krauss si erano fatti largo anche in Coppa di Germania, conquistando la finale di Berlino del 24 giugno 1995. Dopo la beffa della finale del 1992 il Borussia ebbe l'occasione di conquistare un trofeo che mancava dal 1979.
L'avversario, come tre anni prima, era una squadra di Zweite Bundesliga, il Wolfsburg. All'Olympiastadion della capitale accorsero 50.000 sostenitori (in 5.000, invece, si radunarono davanti ad un maxischermo installato per la circostanza al Bökelbergstadion).
Il Borussia concretizzò la propria supremazia territoriale al 13º minuto, quando un lancio di Kastenmaier raggiunse il bomber Martin Dahlin, il quale realizzò la rete dell'1-0. I Puledri continuarono ad attaccare, mentre Kamps rimase inoperoso. Il raddoppio arrivò al 64º minuto con Effenberg, lesto a concludere in gol di "piatto" sugli sviluppi di una triangolazione tra Dahlin ed Herrlich. A pochi minuti dalla fine fu proprio quest'ultimo a insaccare il pallone, per la marcatura che chiuse le sorti dell'incontro (3-0). A Mönchengladbach più di 150.000 tifosi si riversarono nelle strade della città per gioire assieme fino a notte fonda.

### 1995-1996 - Una stagione al vertice e la prima vittoria a Monaco contro il Bayern
Nel 1995 fu ancora il calciomercato a segnare l'estate del Borussia Mönchengladbach. Questa volta si verificò un vero e proprio giallo. Heiko Herrlich dichiarò di voler lasciare il Borussia per passare al Dortmund e, nonostante avesse un contratto regolarmente firmato che lo legava al club di Mönchengladbach, disertò gli allenamenti restando inamovibile dalla sua posizione. Dopo un lungo braccio di ferro il caso finì davanti alla commissione della DFB, che diede ragione alla società, costringendo il Dortmund a pagare una clausola rescissoria di undici milioni di marchi.
Herrlich non fu l'unico attaccante a lasciare il Borussia. Anche Bachirou Salou e Martin Max non videro prospettive nel loro futuro a Mönchengladbach, pertanto si trasferirono rispettivamente all'MSV Duisburg e allo Schalke 04. In loro sostituzione furono ingaggiati Max Huiberts e Michael Sternkopf, ma l'acquisto più importante fu fatto qualche mese più tardi. In autunno Russmann acquistò dal Malmö FF il giovane attaccante della Nazionale svedese Jörgen Pettersson.
Il Borussia giocò una grande stagione e con maggiore costanza avrebbe potuto ambire addirittura alle prime posizioni della classifica. Fatali furono alcune disfatte come il 2-4 subito in casa dal St. Pauli o lo 0-5 patito a Stoccarda. Alla fine il Borussia si classificò al quarto posto, qualificandosi per la Coppa UEFA.
Il punto più alto della stagione fu toccato il 14 ottobre 1995, quando alla nona giornata di campionato la squadra affrontò il Bayern a Monaco. A causa degli infortuni di Dahlin e Huiberts, Krauss schierò come tandem d'attacco la coppia Effenberg-Sternkopf, due ex giocatori del Bayern. Al 20° Effenberg segnò il gol del vantaggio e a 10 minuti dalla fine il Borussia raddoppiò grazie all'autorete di Andreas Herzog. Il gol di Jean-Pierre Papin arrivò troppo tardi per riaprire l'incontro: finì 2-1 per il Borussia, che vinse a Monaco contro il Bayern per la prima volta nella sua storia. L'evento fu celebrato come la vittoria di un trofeo, così a pochi giorni dalla vittoria iniziarono a diffondersi fotografie dei tifosi, magliette e adesivi, tutti recanti la scritta Ich war dabei (Io c'ero).

### 1996-1997 - Le dimissioni di Krauss e l'ennesima salvezza sofferta
Un anno dopo aver perso Heiko Herrlich, Bernd Krauss vide partire anche l'altro miglior attaccante in rosa. Martin Dahlin si trasferì, infatti, alla Roma. La somma ricavata dalla sua cessione fu reinvestita negli acquisti dell'attaccante Andrzej Juskowiak, del centrocampista Ioan Lupescu e del difensore Hubert Fournier.
La squadra iniziò bene la stagione. Dopo quattro partite senza sconfitte arrivò la vittoria per 3-0 contro l'Amburgo, partita in cui andò a segno per la prima volta in Bundesliga il giovane Marco Villa. Trascorse due sole settimane, Stefan Effenberg organizzò una sontuosa conferenza stampa in cui annunciò la sua intenzione di prolungare il contratto con il Borussia. Nella partita successiva il Gladbach colse una vittoria schiacciante contro il Borussia Dortmund per 5-1, con Effenberg grande protagonista e autore di una rete magistrale, che fu eletta gol del mese. Anche dalla Coppa UEFA arrivarono segnali incoraggianti: il Borussia riuscì a battere l'Arsenal per due volte (3-2 in entrambe le partite).
Dopo un buon avvio la squadra subì un calo fisico e psicologico che partì da una sconfitta per 0-5 a Stoccarda e terminò alla penultima di andata con lo 0-1 subito in casa dall'MSV Duisburg. Con il Borussia penultimo, alla vigilia della trasferta di Monaco Bernd Krauss comunicò alla dirigenza la decisione di rassegnare le dimissioni. Dopo la sconfitta per 0-1 contro il Bayern la notizia venne ufficializzata in conferenza stampa.
In inverno il Borussia individuò il successore di Krauss in Hannes Bongartz, che si presentò con una vittoria per 2-0 a Bielefeld contro l'Arminia. Seguirono altre sonore sconfitte, alternate ad ampie vittorie come il 3-1 a Dortmund o il 6-2 contro il Bochum, ma fondamentale per le sorti della stagione si rivelò il ritorno di Martin Dahlin dopo nemmeno sei mesi in Italia. L'attaccante riscattò ampiamente in Bundesliga la sua fugace esperienza a Roma, realizzando nel girone di ritorno dieci reti, più di quelle segnate assieme nel girone d'andata da Juskowiak e Pettersson. Il Borussia ottenne una salvezza anticipata, così che il 2-2 all'ultima giornata col Bayern fu solo una festa per entrambe le tifoserie, visto che i bavaresi avevano conquistato il titolo di campione di Germania la settimana precedente.

### 1997-1998 - Esonero e salvezza all'ultima giornata
La stagione 1997-1998 si rivelò peggiore di quella precedente. In estate lasciarono la squadra Jörg Neun, Martin Dahlin e Peter Nielsen. Per rimpiazzarli arrivarono Marcel Witeczek, Morten Pedersen e vennero lanciati in prima squadra i giovani talenti Marcel Ketelaer, Marco Villa e Markus Hausweiler.
Le prime partite furono incoraggianti: dopo tre pareggi nei primi tre incontri si registrarono tre vittorie e due pareggi nei successivi incontri casalinghi. Il successo per 5-4 a Monaco contro il 1860 illuse la squadra di poter ambire ad un posto UEFA, ma una serie di risultati negativi la portarono in poco tempo in piena zona retrocessione. Dopo lo 0-2 casalingo subito dal Wolfsburg all'ultima di andata la dirigenza decise di esonerare Bongartz. La squadra venne momentaneamente affidata all'allenatore della squadra amatori Norbert Meier, che nei piani di Russmann doveva traghettare il Borussia fino a fine campionato, poiché il manager stava già lavorando per ingaggiare Ottmar Hitzfeld per la stagione successiva. Dopo la vittoria all'esordio, però, Meier non fu capace di risollevare la squadra. Dopo tre 0-0 casalinghi consecutivi avvenne il cambio in panchina per evitare la retrocessione. Fu ingaggiato Friedel Rausch, ma a sei giornate dalla fine e con la squadra penultima la salvezza sembrava ormai un obiettivo difficile da conseguire. Il pareggio a Leverkusen e la sconfitta casalinga ad opera dell'MSV Duisburg furono riscattate dalla vittoria esterna per 2-1 sul Dortmund. La partita della svolta sembrò quella di Kaiserslautern, dove, nonostante i padroni di casa fossero in lotta per il titolo - che poi avrebbero vinto -, il Borussia passò sorprendentemente in vantaggio per 2-0. Tuttavia il bomber del Lautern Olaf Marschall guidò i compagni con una tripletta che, proprio all'ultimo minuto, fissò il risultato sul 3-2. Il Borussia si ritrovò a tre punti dalla zona salvezza, con sole due partite disponibili per agguantare il Karlsruhe. Entrambe le squadre vinsero alla penultima giornata, così gli ultimi novanta minuti risultarono decisivi. Il Borussia doveva espugnare Wolfsburg e sperare in una sconfitta del Karlsruhe per appaiarlo e superarlo grazie alla migliore differenza reti. La squadra di Rausch vinse in trasferta per 2-0 e beneficiò della vittoria dell'Hansa Rostock contro il Karlsruhe per 4-2, punteggio che consentì al Gladbach di rimanere in Bundesliga.
La sera del 9 maggio 1998 a Mönchengladbach i tifosi festeggiarono la salvezza con un entusiasmo tale da sembrare la celebrazione per la vittoria del campionato.

### 1998-1999 - La retrocessione in Zweite Bundesliga
Dopo la prima partita del campionato 1998/99 il Borussia era primo in classifica. Il 3-0 contro lo Schalke 04 sembrò mettere a tacere anche i pessimisti, che dopo la cessione di Effenberg per nove milioni di marchi al Bayern per risanare le finanze della società avevano predetto una stagione del tutto negativa. Si trattò, però, di un'impressione sbagliata. La vittoria contro lo Schalke restò l'unica della stagione per Friedel Rausch, che venne esonerato al termine di una lunga serie di sconfitte, culminata nel 2-8 casalingo contro il Bayer Leverkusen, seguito dall'1-7 a Wolfsburg. A novembre il Borussia, ultimo in classifica, fu affidato a Rainer Bonhof, che cercò invano di mettere ordine in una squadra ormai allo sbando. I primi incontri parvero incoraggianti: pareggio a Rostock contro l'Hansa e vittoria casalinga per 3-1 sul Friburgo. Ancora una volta, però, fu un'illusione: nel girone di ritorno la squadra vinse solo altre due volte, restando ultima. Al termine di una stagione sconsolante i numeri parlarono chiaro: 4 vittorie, 21 sconfitte, 21 punti in classifica e 16 di distacco dalla zona salvezza. Dopo 34 anni di Bundesliga arrivò la tanto temuta retrocessione in Zweite Liga.

## Anni duemila (2000-2010)

### 1999-2000 - La mancata promozione e l'inizio dell'era Meyer
Il Borussia affrontò per la prima volta nella sua storia la Zweite Liga priva di pedine importanti come gli svedesi Andersson e Pettersson e le giovani promesse Enke e Deisler, mentre tra gli acquisti si segnalarono il ritorno di Peter Nielsen e l'arrivo della punta del Greuther Fürth Arie van Lent, che aveva segnato 16 gol nell'ultimo campionato. Bonhof restò alla guida tecnica, ma dopo sole 3 giornate, con il Borussia ultimo a zero punti, anch'egli fu esonerato: fu il momento più basso della storia del club. Lo sostituì Hans Meyer, allenatore del Twente. Il tecnico dell'ex Germania Est esordì con una sconfitta per 2-3 contro l'Alemannia Aachen, ma in poche settimane fu in grado di dare alla squadra un gioco offensivo e scintillante, cambiando radicalmente sia la fisionomia della squadra che i giocatori in campo. Adottato uno spregiudicato modulo 4-3-3, affidò allo sconosciuto brasiliano con passaporto tedesco Marcelo Pletsch il ruolo di leader della difesa insieme al croato Asanin. I due furono affiancati da terzini di esperienza come Max Eberl e Michael Frontzeck. Peter Nielsen e Marcel Witeczek garantirono classe ed esperienza al centrocampo, mentre l'ariete van Lent in attacco formava un trio affiatato con due talenti emergenti: Marcel Ketelaer, cresciuto nelle giovanili, e Bernd Korzynietz, acquistato dalla squadra dilettantistica dello Schweinfurth. Il primo, soprattutto, mise in mostra una velocità e una tecnica invidiabili, che gli valsero le attenzioni di importanti squadre di Bundesliga. Hans Meyer, anche grazie al suo carattere burbero e schietto (memorabili alcune sue interviste), ben presto acquistò la fiducia della tifoseria, che lo vide come l'uomo giusto per riportare il Borussia agli antichi fasti. Tra gli altri fattori, decisivo per consentire al Gladbach di scalare posizioni in classifica fu l'arrivo a gennaio 2000 dell'esperto centrocampista del PSV Igor Demo, nazionale slovacco. Malgrado ciò, a causa dello stentato avvio di stagione, la promozione venne solo sfiorata. Le ultime flebili speranze si spensero proprio all'ultima giornata, dopo la sconfitta a Norimberga. La delusione e l'amarezza dei tifosi furono così grandi che più tardi la mancata promozione sarebbe stata votata, in un sondaggio sul sito ufficiale del club, come momento più triste nella storia del Borussia. D'altro canto era, comunque, diffusa la convinzione di aver trovato la squadra e il traghettatore giusto per tornare presto in Bundesliga.

### 2000-2001 - Il ritorno in Bundesliga
L'anno successivo il Borussia cominciò la seconda stagione di Zweite Liga come grande favorita.
Alla partenza del talento Ketelaer, accasatosi all'Amburgo, si sopperì con l'acquisto della punta belga Peter van Houdt.
Arrivarono, inoltre, l'esperta ala Markus Osthoff dall'Duisburg, il difensore Steffen Korell dal Friburgo e il capitano dell'Under-20 tedesca, la punta Benjamin Auer, il cui rapporto con Meyer, però, sarebbe stato piuttosto movimentato.
Nonostante le premesse fossero ottime, l'inizio del campionato non fu dei più felici. Alla tredicesima giornata il Borussia si trovò solamente al 10º posto, a ben 8 punti dalla terza piazza che valeva la promozione. Nella giornata successiva, nella trasferta di Bielefeld contro l'Arminia, il Borussia andò in svantaggio, ma, quando ormai la partita volgeva al termine, in 4 minuti Demo e van Houdt ribaltarono il risultato e le sorti del campionato. La vittoria segnò l'inizio di un'impressionante serie positiva: in 11 giornate la squadra ottiene ben 31 punti, che la fecero balzare al secondo posto. Il Gladbach riuscì a resistere all'attacco delle inseguitrici e nonostante un sensibile calo di forma nel finale di campionato, la tanto sofferta promozione arrivò alla penultima giornata grazie al 2-2 a Fürth, sul campo del Greuther. In realtà la matematica non assegnò ancora la certezza della promozione al Borussia, però i 3 punti e i 17 gol di differenza reti di vantaggio sul Waldhof Mannheim quarto in classifica bastarono per iniziare i festeggiamenti. L'ultima partita casalinga contro il Chemnitzer servì solo per le statistiche e per il tentativo di far segnare il primo gol da professionista al difensore Max Eberl, il quale, tuttavia, fallì il calcio di rigore che gli era stato concesso di battere. Dopo due anni di militanza in seconda divisione giunse l'atteso riscatto del Borussia, grazie soprattutto al calcio offensivo e al grande carisma del tecnico Hans Meyer, alle parate del veterano Kamps, ad una stagione strepitosa di Demo, che si guadagnò l'appellativo di Fußballgott (Dio del Calcio), e alla prolificità del tandem d'attacco van Lent-van Houdt, che realizzarono in totale 26 reti.

### 2001-2002 - La salvezza raggiunta con ampio anticipo

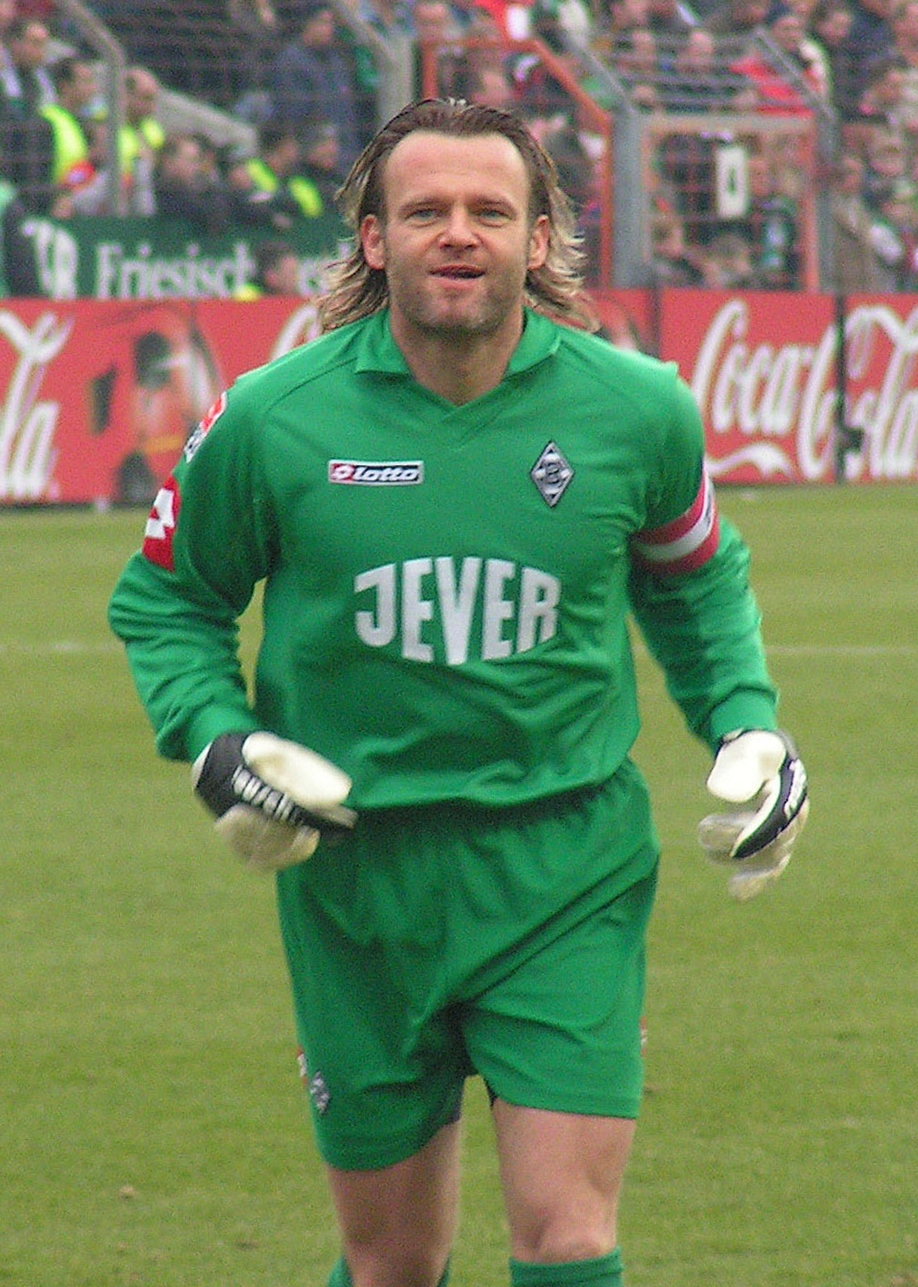
Jörg Stiel, portiere del Borussia dal 2001 al 2004.

La squadra che aveva conquistato la promozione venne in gran parte confermata e arricchita con acquisti mirati ed importanti, tra cui spiccavano gli ingaggi del portiere della Nazionale svizzera Jörg Stiel, un esterno sinistro di caratura internazionale come Markus Münch e il dinamico centrocampista ceco Ivo Ulich. La prima partita di Bundesliga dopo due stagioni d'assenza non poté che essere festeggiata nel modo migliore: al Bökelberstadion furono ospiti gli antichi rivali del Bayern Monaco, campione in carica, che fu sconfitto per 1-0 grazie al gol del solito van Lent, ormai beniamino dei tifosi. Il campionato proseguì con un cammino incerto, ma comunque positivo. Il Borussia occupò stabilmente le zone medio-basse della classifica, riuscendo, però, sempre a tenere a distanza la zona retrocessione. Il girone di ritorno si aprì con un pareggio e due sconfitte, ma Meyer scosse i suoi. Seguirono cinque vittorie casalinghe consecutive che permisero alla squadra di salvarsi aritmeticamente già alla trentesima giornata, grazie al 3-3 esterno contro l'Energie Cottbus. Assolutamente singolare fu il gol del definitivo pareggio del Borussia all'85º minuto di gioco: un tiro dal limite di Witeczek venne deviato da un difensore, il pallone si impennò e dopo una parabola altissima a spiovere si diresse quasi in verticale all'altezza della linea di porta, dove il disorientato portiere dell'Energie Tomislav Piplica non accennò neppure la parata, restando completamente immobile. Il pallone lo colpì in testa e si insaccò alle sue spalle per un'assurda autorete, ricordata negli anni a seguire.

### 2002-2003 - L'addio di Meyer e la salvezza all'ultima giornata
In estate la squadra perse Peter Nielsen, che tornò in patria per chiudere la carriera, e il giovane attaccante Auer, in costante rotta con Meyer, ma i rinforzi furono importanti. Per la difesa venne acquistato il lussemburghese Jeff Strasser, mentre per l'attacco la "torre" belga Joris van Hout e il danese Morten Skoubo, cui si aggiunse il ritorno di Marcel Ketelaer in prestito dall'Amburgo, dove faticava a trovare spazio.
Fu la stagione della rivelazione Peer Kluge. Il giovane centrocampista, acquistato l'anno precedente dal Chemnitz, si conquistò un posto da titolare e con una serie di prestazioni notevoli meritò la convocazione nella Nazionale-B tedesca. Tuttavia fu anche il campionato degli scandali e delle polemiche.

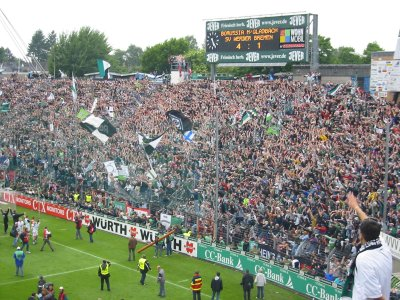
Mönchengladbach, 24 maggio 2003. Giocatori e tifosi festeggiano la salvezza raggiunta all'ultima giornata dopo la vittoria per 4-1 sul.

Il Borussia si ritrovò nelle zone basse della classifica e la tensione portò ad una profonda spaccatura nello spogliatoio. Meyer entrò in disaccordo con diversi giocatori, specialmente con il capitano Witeczek, che dopo dichiarazioni polemiche nei confronti del tecnico venne messo fuori squadra. La situazione, già critica, precipitò a marzo 2003, quando tre sconfitte consecutive condussero la squadra alla penultima piazza della graduatoria. Meyer si dimise, travolto anche dalle polemiche scatenate dai media, che lo attaccavano anche sul piano personale, ipotizzando un suo passato da spia del governo della Germania Est. Il suo successore fu Ewald Lienen, ex attaccante del Borussia, chiamato ad un'impresa proibitiva. Proprio nello stesso periodo infuriò un nuovo scandalo: si scoprì che nel corso della stagione precedente Münch aveva scommesso sulla sconfitta del Borussia, in cui già militava, in un incontro di Bundesliga. La notizia suscitò malcontento tra i tifosi e si aggiunse a dichiarazioni di dura critica nei confronti della società, che indussero il club a rescindere il contratto con il terzino.
Nonostante l'ambiente tesissimo, Lienen riuscì a ristabilire ordine all'interno dello spogliatoio e invertì subito la marcia: nelle successive sei partite casalinghe la squadra ottenne due pareggi e quattro vittorie. L'uomo del momento era il bomber finlandese Mikael Forssell, arrivato in prestito a gennaio per sostituire l'infortunato van Lent. La punta dimostrò una classe non comune, collezionò sette reti e tre assist e risultò puntualmente il migliore in campo, spingendo la squadra a giocarsi la possibilità di salvezza all'ultima giornata. Battendo, infatti, il Werder Brema al Bökelbergstadion il Borussia avrebbe raggiunto il suo obiettivo. L'incontro fu un trionfo: il Borussia vinse per 4-1 grazie al gol di Kluge, alla doppietta di Skoubo e al gol allo scadere proprio di Forssell. Il Birmingham aveva già fatto sapere che avrebbe richiamato l'attaccante a fine prestito, così per il nuovo idolo dei tifosi si trattò dell'ultima partita a Mönchengladbach. I tifosi gli riservarono una grande festa di addio, che iniziò prima della gara con la curva decorata con i colori della bandiera finlandese, e si concluse con una lunga ovazione, che si mischiò alla festa per la salvezza. L'ultimo atto della stagione vide Hans Meyer, presente allo stadio in quanto rimasto legato alla squadra, acclamato a gran voce dalla curva nord, prelevato dai giocatori in tribuna e, alla fine, scendere in campo a festeggiare assieme a loro e al successore Lienen.

### 2003-2004 - L'ultima stagione del Bökelbergstadion e un altro scandalo arbitrale
Nell'estate 2003 il Borussia si mosse poco sul mercato. Gli unici due acquisti di rilievo furono il terzino sudafricano Bradley Carnell, che coprì il vuoto lasciato da Witeczek e Münch, e il giovane attaccante Václav Svěrkoš, stella dell'Under-21 ceca. Dopo una vittoria nel derby contro il Colonia e un incoraggiante pareggio a Brema, vi furono quattro sconfitte consecutive, tutte sonore disfatte, che videro il Borussia in grande difficoltà e mai in partita. La dirigenza corse ai ripari esonerando Lienen. Il suo posto viene preso da un altro ex giocatore del passato, l'allenatore della selezione Under-23 Holger Fach. Inizialmente la squadra stentò a riprendersi, ma sul finire del girone d'andata il lavoro di Fach iniziò a portare i suoi frutti, con quattro vittorie in cinque partite, che riportarono la squadra in zona salvezza.
A gennaio abbandonarono la squadra diversi attaccanti ormai fuori dai progetti del club. Per sostituirli arrivarono l'esperto Tomislav Marić, in prestito dal Wolfsburg, e il fantasista Thomas Broich. Il girone di ritorno proseguì tra alti e bassi, sicché il Borussia si ritrovò coinvolto nella lotta per non retrocedere fino alla penultima giornata, quando perse a Dortmund. Il contemporaneo pareggio casalingo del Monaco 1860 contro l'Hertha Berlino, però, condannò i bavaresi e diede la matematica salvezza al Borussia. Decisivo fu l'errore di Francis Kioyo del Monaco 1860. Entrato a cinque minuti dalla fine sul risultato di 1-1, calciò fuori un calcio di rigore all'89°, condannando i suoi alla Zweite Bundesliga. L'ultima giornata di campionato, che vide di fronte proprio Borussia e Monaco 1860, fu una festa per il Mönchengladbach, che onorò con un 3-1 l'ultima partita al Bökelbergstadion. Dalla stagione successiva lo storico impianto sarebbe stato sostituito dall'innovativo e di gran lunga più capiente Stadion im Borussia-Park, costruito nel mezzo di una vastissima area interamente dedicata allo sport, nel Parco Nord della città. L'ultimo gol ufficiale nell'antico stadio fu siglato da Arie van Lent.
La festa salvezza si unì a quella di addio allo storico stadio e mitigò in parte la delusione causata dall'eliminazione dalla Coppa di Germania subita due mesi prima. Il Borussia era avanzato fino alle semifinali eliminando squadre di spessore come Stoccarda e Dortmund, ma i rivali dell'Alemannia Aachen, squadra di seconda divisione, l'avevano battuto in semifinale per 1-0 nel corso di una contestatissima partita, in cui al Borussia erano stati negati due netti calci di rigore per altrettanti falli di mano dei difensori dell'Aachen in area di rigore. A rendere più amara l'eliminazione fu la consapevolezza che la finale di Berlino avrebbe portato in ogni caso alla qualificazione in Coppa UEFA, visto che l'altra finalista, il Werder Brema, si era già assicurata un posto in Champions Leaugue grazie ad una buona stagione, culminata in seguito con la conquista del campionato.

### 2004-2005 - Il fallimento di Advocaat e l'impresa di Köppel
Nonostante in estate fossero stati conclusi acquisti importanti, alcuni dei quali di grande esperienza internazionale come gli attaccanti Oliver Neuville e Marek Heinz e il terzino Christian Ziege, la stagione 2004/05 iniziò nel peggiore dei modi. In dieci giornate il Borussia vinse solo due volte, subendo l'umiliazione di essere eliminato dalla Coppa di Germania addirittura dalla seconda squadra del Bayern Monaco. A fine ottobre la squadra si trovò in piena zona retrocessione e la grave crisi di gioco e di risultati portò la dirigenza ad esonerare Fach.
In attesa del suo sostituto la squadra fu temporaneamente affidata all'allenatore della selezione Under-23 Horst Köppel, vecchia gloria dei Puledri negli anni Settanta. Il tecnico, chiamato in causa proprio nella proibitiva gara interna contro il Bayern, centrò un clamoroso successo che mandò in visibilio la piazza e rappresentò l'apice del rendimento della squadra nel girone d'andata. Già dalla settimana successiva Köppel ritornò alle sue mansioni lasciando il posto al nuovo tecnico, l'olandese Dick Advocaat.
Il Borussia continuò a faticare fino alla pausa invernale, durante la quale la dirigenza tentò di accontentare Advocaat con un mercato di riparazione milionario. Arrivarono il portiere statunitense Kasey Keller, i difensori Craig Moore e Filip Daems, i centrocampisti Bernd Thijs e Jörg Böhme e la punta Wesley Sonck, ma l'innesto più importante risultò essere il diciannovenne Marcell Jansen, che dalla selezione Under-23 venne aggregato alla prima squadra e alla sua prima esperienza in un campionato professionistico diventò titolare inamovibile.
A dispetto dei rinforzi la squadra stentò e addirittura fece peggio rispetto al girone d'andata. Dopo una serie negativa di cinque partite, in cui il Borussia racimolò solo due punti, Advocaat venne cacciato e la squadra affidata nuovamente a Köppel nella speranza di tagliare il traguardo di una salvezza che, a sole cinque giornate dalla conclusione, sembrava irraggiungibile. Ancora una volta l'esperto tecnico riuscì nell'impresa, rivitalizzando una squadra che sembrava ormai priva di speranze e ottenne la salvezza con una giornata di anticipo, grazie a quattro incontri senza sconfitte (una vittoria e tre pareggi).

### 2005-2006 - La salvezza
Köppel fu confermato anche nella stagione successiva, grazie soprattutto ai consensi ottenuti tra i tifosi. Dopo un avvio difficile, dovuto anche al grande numero di nuovi innesti in una squadra in gran parte rinnovata che necessita di un periodo di assestamento, il Borussia si riprese e occupò costantemente le posizioni di centro classifica. Il giovane Eugen Polanski diventò titolare di un centrocampo che abbinava l'aggressività alla buona tecnica, mentre Neuville continuò a segnare con regolarità. Köppel ebbe la soddisfazione di vincere per ben due volte in trasferta, evento di assoluta rarità considerando l'incapacità cronica di raccogliere punti fuori casa che aveva colpito la squadra negli ultimi anni.
Sul finale di stagione arrivarono le prime contestazioni, nonostante il Borussia avesse centrato con merito la salvezza con diverse giornate d'anticipo. Il controverso manager Peter Pander, che nel corso del campionato si era scontrato diverse volte con Köppel e lo aveva duramente criticato, a fine stagione non rinnovò il contratto dell'esperto allenatore per far sedere sulla panchina un tecnico di suo gradimento.
Dopo un lungo periodo un giocatore del Borussia si aggiudicò nuovamente un premio individuale. Si trattava del terzino danese Kasper Bøgelund, che a dicembre 2005 venne premiato per aver realizzato il gol dell'anno.

### 2006-2007 - La seconda retrocessione

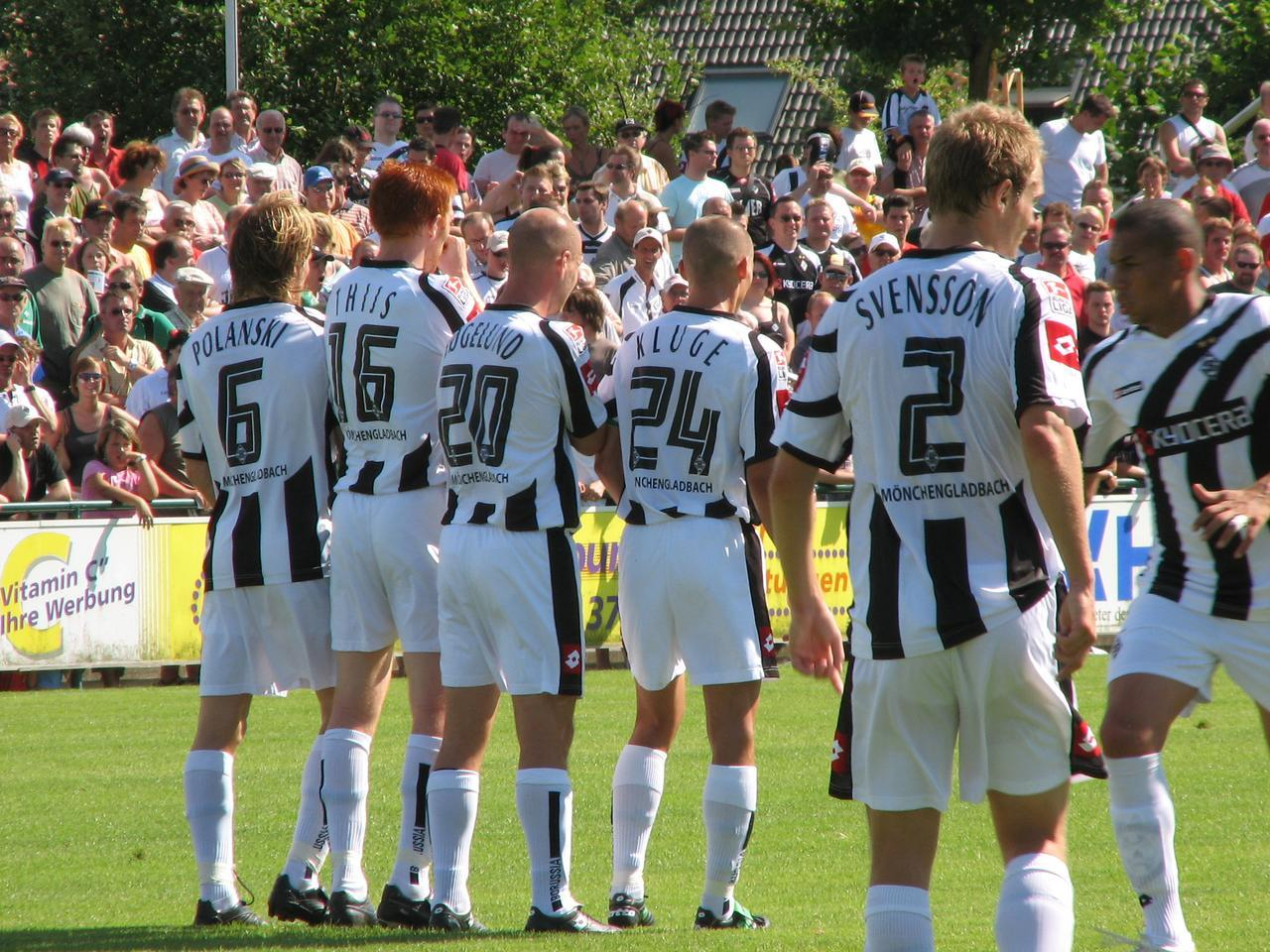
I giocatori del Borussia impegnati in un'amichevole nell'estate 2006. Foto: Marcel Meier.

Nella stagione 2006/07 la squadra fu affidata ad un altro grande giocatore del passato, Jupp Heynckes. Nei progetti della società don Jupp era l'uomo giusto per riportare la squadra in Europa e per lui Pander allestì una campagna acquisti faraonica, risultata la più dispendiosa nella storia del club.
A dispetto delle premesse, il lavoro del duo si rivelò un fallimento totale: i grandi nomi giunti per cifre ragguardevoli, su tutti l'argentino Federico Insúa, disputarono una stagione molto al di sotto delle attese, ma fu l'intera squadra a non essere capace di esprimere un gioco. La rosa, composta senza alcun criterio, era piena di mezzepunte e dotata di due soli difensori centrali di ruolo nonché priva di un centravanti di peso che potesse finalizzare l'azione.
Dopo un promettente avvio di campionato in cui il Borussia occupò le posizioni di vertice, incominciò una lenta e inesorabile caduta. Una lunga serie di risultati negativi portò la squadra all'ultimo posto in classifica. Furono, quindi, spesi altri milioni nel mercato di riparazione, ma senza esito. Heynckes fu cacciato a fine gennaio e Pander un mese più tardi.
L'olandese Jos Luhukay, ingaggiato come vice allenatore nei primi giorni dell'anno, non poté far altro che traghettare la squadra verso una nuova retrocessione in Zweite Bundesliga.
Nella tribolata stagione fece eccezione il premio per il "Gol dell'anno", assegnato a dicembre 2006 ad Oliver Neuville per la rete realizzata grazie ad un colpo di tacco in acrobazia nell'amichevole pre-campionato contro il Galatasaray.

### 2007-2008 - Il ritorno in Bundesliga
La cessione di Marcell Jansen e quelle di Insúa e di diversi giocatori che non rientravano nei progetti di Luhukay hanno portato nelle casse societarie ingenti somme, parzialmente reinvestite dal nuovo manager Christian Ziege nell'acquisto di elementi di spessore ed esperienza internazionale come il bomber del Maccabi Haifa e della Nazionale israeliana Roberto Colautti e il regista Patrick Paauwe, campione d'Olanda e vincitore della Coppa UEFA con il Feyenoord. A loro si è aggiunto il riconfermato capitano Neuville che, malgrado la retrocessione, ha deciso di restare al Borussia ponendosi come obiettivi stagionali il pronto ritorno in Bundesliga e la convocazione in nazionale per il campionato d'Europa 2008.
L'avvio di stagione è stato negativo. Costretta a rinunciare all'infortunato Colautti, la squadra ha collezionato nelle prime tre gare due pareggi e una sonora sconfitta nel primo scontro diretto sul terreno del Magonza (4-1). Con il tecnico Luhukay in bilico e l'ambiente teso il Borussia è sembrato allontanarsi dalla vetta, ma nelle partite seguenti ha inanellato una lunga serie di risultati positivi che lo ha condotto al primo posto. Dopo la disfatta di Magonza ci sono state, infatti, quattordici partite senza sconfitte, che alla pausa invernale risultavano essere la miglior serie attiva del calcio tedesco.
Il Borussia si è laureato campione d'inverno, ma il 2008 è iniziato nel peggiore dei modi. Dopo due pesanti sconfitte ed altrettanti pareggi, tuttavia, la squadra ha ripreso il ritmo del girone d'andata distanziando nuovamente le avversarie. Il 7 maggio 2008, alla terzultima giornata, il 'Gladbach ha sconfitto il Wehen Wiesbaden per 3-0 e ottenuto la matematica promozione in Bundesliga, festeggiando anche la vittoria del campionato. La rivelazione Rob Friend e Neuville hanno segnato assieme più di trenta reti, mentre il talento del diciannovenne Marko Marin si è definitivamente affermato, attirando l'interesse degli osservatori dei più prestigiosi club europei. La classe di Paauwe e la qualità di giocatori come Marcel Ndjeng e Sascha Rösler sono spesso risultati determinanti nel corso di una stagione in cui il Borussia ha dimostrato di essere nettamente superiore alle rivali: maggior numero di vittorie, minor numero di sconfitte, miglior attacco e miglior difesa, miglior squadra in trasferta, imbattuto per 15 gare consecutive nel girone d'andata e per 12 in quello di ritorno, capolista per 26 giornate consecutive, dal 7 ottobre 2007 fino al termine del campionato.

### 2008-2009 - Salvezza sofferta
Il nuovo percorso in Bundesliga iniziò nel peggiore dei modi: una lunga serie di risultati negativi spinse la dirigenza ad esonerare Luhukay e ad affidare nuovamente la squadra all'esperto Hans Meyer, che riuscì a raggiungere all'ultima giornata una salvezza che solo pochi mesi prima sembrava insperata. Fu anche la stagione della definitiva affermazione del giovane talento Marko Marin, le cui doti attirarono l'attenzione degli osservatori dei più prestigiosi club europei.

### 2009-2010 - Dodicesimo posto
La stagione 2009-2010 si chiuse con un modesto dodicesimo posto.

## Anni duemiladieci (2010-2020)

### 2010-2011 - Salvezza allo spareggio
Il campionato successivo, 2010-2011, fu ancora più sofferto. Dopo aver lungamente stazionato all'ultimo posto in classifica, il Borussia operò una insperata rimonta che la condusse al sedicesimo posto e quindi allo spareggio con terza classificata del campionato di seconda categoria per la permanenza nella Bundesliga, il Bochum. Il Mönchengladbach, vincendo per 1-0 in casa e pareggiando 1-1 in trasferta, si garantì il posto nella massima divisione anche per la stagione 2011-2012.

### 2011-2012 - La qualificazione alla UEFA Champions League
La stagione successiva risultò estremamente fruttuosa per il Borussia. Fin dalla prima partita, vinta 1-0 in trasferta contro il favoritissimo Bayern Monaco (alla gara di ritorno in casa vinse addirittura 3-1), il campionato prese una piega positiva e vide la squadra gareggiare per il primato, per poi chiudere al quarto posto finale in classifica e quindi ai preliminari di Champions League. Si affermarono le stelle di Patrick Herrmann, Juan Arango e in particolare di Marco Reus, giocatore veloce e potente che esordì in nazionale ed entrò nelle mire dei club migliori del continente, tanto da venire acquistato a gennaio 2012 dal Borussia Dortmund per 17,5 milioni di euro, pur rimanendo in prestito al Mönchengladbach fino al termine della stagione.

### 2012-2013 - Ottavo posto
Durante la sessione estiva del mercato del 2012, al fine di rimpiazzare Reus, la dirigenza acquistò il giovane talento olandese Luuk de Jong dal Twente per 15 milioni. Il Borussia affrontò la Dinamo Kiev per il passaggio ai gironi di UEFA Champions League e perse in casa per 1-3 all'andata, malgrado l'iniziale vantaggio siglato da Ring. La vittoria a Kiev per 1-2 non bastò a guadagnare un posto nel tabellone principale del massimo torneo europeo. In campionato il Borussia concluse il girone d'andata all'ottavo posto, ipotecando una salvezza tranquilla. La squadra tedesca ebbe accesso ai sedicesimi di Europa League piazzandosi seconda nel girone vinto dal Fenerbahçe, eliminando i francesi dell'Olympique Marsiglia e i ciprioti dell'AEL Limassol. I sorteggi del 20 dicembre le riservarono ai sedicesimi di finale la Lazio, giunta prima nel suo girone. Gli italiani strapparono un pari nella sfida di andata al Borussia Park, fissando il risultato sul 3-3 nei minuti di recupero, poi riuscirono a imporsi a Roma col risultato di 2-0, estromettendo la squadra di Favre dall'Europa League. Nel campionato 2012-2013 il Borussia, pur lottando per un posto utile per la qualificazione alle coppe europee sino all'ultima giornata, non andò oltre l'ottavo posto in classifica. I 47 punti finali furono frutto di 12 vittorie, 11 pareggi e 11 sconfitte con 45 gol segnati e 49 subiti.

### 2013-2014 - Sesto posto
La stagione 2013-2014 fu un'altra annata positiva: la squadra chiuse al terzo posto il girone di andata in Bundesliga, per poi finire il torneo al sesto posto, con la conseguente qualificazione agli spareggi di Europa League.

### 2014-2015 - Terzo posto
Ancora meglio andò l'annata seguente: il terzo posto finale in campionato valse al Gladbach il ritorno in UEFA Champions League, direttamente nella fase a gironi.

### 2015-2016 - Quarto posto
L'annata 2015-2016 vide dunque il Gladbach tornare a competere nella massima competizione europea per club, dove fu sorteggiato in un complicato girone comprendente Juventus, Manchester City e Siviglia. Pur chiudendo all'ultimo posto il gruppo, la squadra tedesca ottenne ben cinque punti, pareggiando in casa e in trasferta contro gli italiani e sconfiggendo in casa il Siviglia, futuro vincitore dell'Europa League, per 4-2 in casa. In campionato, dopo un inizio disastroso (cinque sconfitte consecutive), Favre si era dimesso ed era stato rimpiazzato ad interim da André Schubert, che riuscì a risollevare immediatamente le sorti del club con sei vittorie di fila in campionato, per poi portare a dieci i risultati utili consecutivi (otto vittorie e due pareggi). La stagione fu chiusa al quarto posto, che valse la qualificazione ai gironi di UEFA Champions League per la seconda stagione consecutiva.

### 2016-2017 - Nono posto
Nel 2016-2017 il Borussia incontrò difficoltà nel girone di UEFA Champions League con Barcellona, Manchester City e Celtic, ma riuscì a ottenere il terzo posto a spese degli scozzesi e a qualificarsi dunque per i sedicesimi di finale di Europa League. Quattro giorni prima di Natale Schubert si dimise dopo aver subito ben otto sconfitte nelle prime sedici giornate di campionato, con la squadra precipitata al quattordicesimo posto in classifica (malgrado un settembre positivo). Fu rimpiazzato da Dieter Hecking, che esordì con tre vittorie nelle sue prime quattro partite di campionato. La stagione si chiuse con il nono posto e l'eliminazione ai quarti di finale di Coppa di Germania.

### 2017-2018 - Altro nono posto
Nell'estate del 2017, per assicurarsi il nazionale tedesco e campione del mondo Matthias Ginter, in forza al Borussia Dortmund, il Borussia Mönchengladbach sborsò 17 milioni di euro. Chiusa la prima parte di stagione al sesto posto in campionato, la squadra terminò il campionato al nono posto.

### 2018-2019 - Quinto posto
Le spese considerevoli proseguirono nell'estate del 2018, con l'ingaggio, per 23 milioni di euro, dell'attaccante francese Alassane Pléa, prelevato dal Nizza. Nel primo turno della Coppa di Germania il Mönchengladbach sconfisse l'BSC Hastedt per 11-1, battendo il proprio primato di vittoria più larga nel torneo, stabilito al primo turno della Coppa di Germania 1977-1978 con l'8-0 inflitto al Viersen. Il club concluse la Bundesliga 2018-2019 in quinta posizione, piazzamento che valse la qualificazione ai gironi di Europa League.

### 2019-2020 - Quarto posto
Nel 2019-2020 la squadra fu affidata Marco Rose, che concluse la Bundesliga 2019-2020 con un ottimo quarto posto, riuscendo così a riportare il Borussia in UEFA Champions League dopo tre anni. Meno fortunata fu l'avventura in Europa League, dove il Mönchengladbach non superò fase a gironi, venendo eliminata come terza classificata del proprio girone.

## Anni duemilaventi

### 2020-2021 - Ottavo posto
Nella sua seconda annata di gestione, Rose non riuscì a ottenere gli stessi risultati della stagione precedente, con la squadra che mostrò un rendimento altalenante: nonostante importanti successi come la vittoria contro il Bayern (futuro campione di Germania), la vittoria contro i cugini del Dortmund e il superamento della fase ai gironi di UEFA Champions League, la squadra si ritrova senza vittorie per otto partite di fila (tra campionato e coppe). La Bundesliga viene chiusa all'ottavo posto e il tecnico lascia il club a fine stagione.
A sostituirlo nella stagione 2021-2022 è l'austriaco Adolf Hütter, ma sotto di lui il M'gladbach finisce decimo in campionato e perde per 3-0 contro l'Hannover 96 agli ottavi di coppa. Va anche peggio nella stagione successiva, nonostante l'arrivo di Daniel Farke: undicesimo posto in Bundesliga e secondo turno di coppa (2-1 contro il Darmstadt.